# Storia di Caltanissetta
Questa voce riguarda la storia di Caltanissetta e del suo comprensorio dalla preistoria ai giorni nostri.

## Dalla preistoria alla tarda antichità

### I primi villaggi sicani

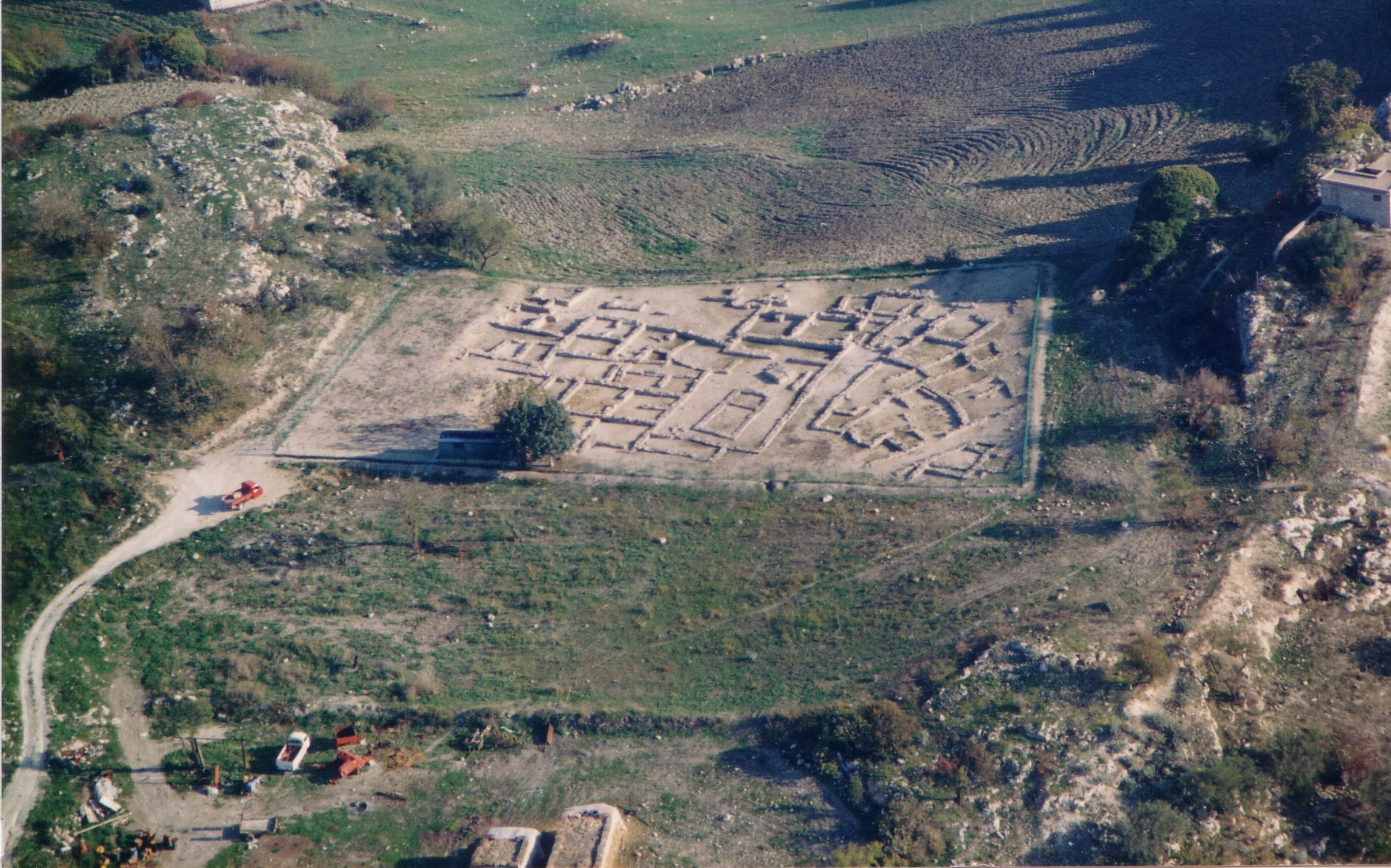
Il sito archeologico di Vassallaggi

Sebbene alcune selci lavorate ritrovate nel sito di Gibil Gabib e altri reperti archeologici attribuibili all'Età del rame testimoniano che il territorio di Caltanissetta fosse abitato sin dal IV millennio a.C., i primi nuclei urbani di cui si è a conoscenza sono alcuni villaggi dell'Età del bronzo sorti intorno al XIX secolo a.C. sulle principali alture a ovest dell'Imera meridionale: Gibil Gabib, Sabucina, Vassallaggi, San Giuliano e Capodarso. Ne sono stati individuati almeno cinque all'interno del territorio comunale, ma potrebbero essere di più: l'archeologo Piero Orlandini ne ipotizzava più di uno sui pendii di Sabucina.
La presenza di un numero così elevato di insediamenti in un'area relativamente poco estesa è giustificata dall'eccezionale fertilità del suolo e dalla presenza di diverse sorgenti d'acqua, in netto contrasto con il resto dell'entroterra siciliano, notoriamente arido e argilloso, dove infatti insediamenti di questo tipo scarseggiano.
Gli abitanti di tali villaggi, che Diodoro Siculo identifica come Sicani, sono riconducibili alla cultura di Castelluccio: si trattava in prevalenza di agricoltori sedentari, dediti saltuariamente anche alla pastorizia e alla caccia. Ciascun nucleo manteneva una propria autonomia politica, ed era dotato della propria necropoli, ma analogamente ad altri siti castellucciani si ipotizza che essi costituissero un'unica entità sociale ed economica, condividendo persino lo stesso luogo di culto, che è stato individuato presso il monte San Giuliano. Allo stesso tempo, però, l'assenza di oggetti di importazione tra i reperti archeologici indica un atteggiamento di chiusura e diffidenza verso l'esterno.

### Sabucina

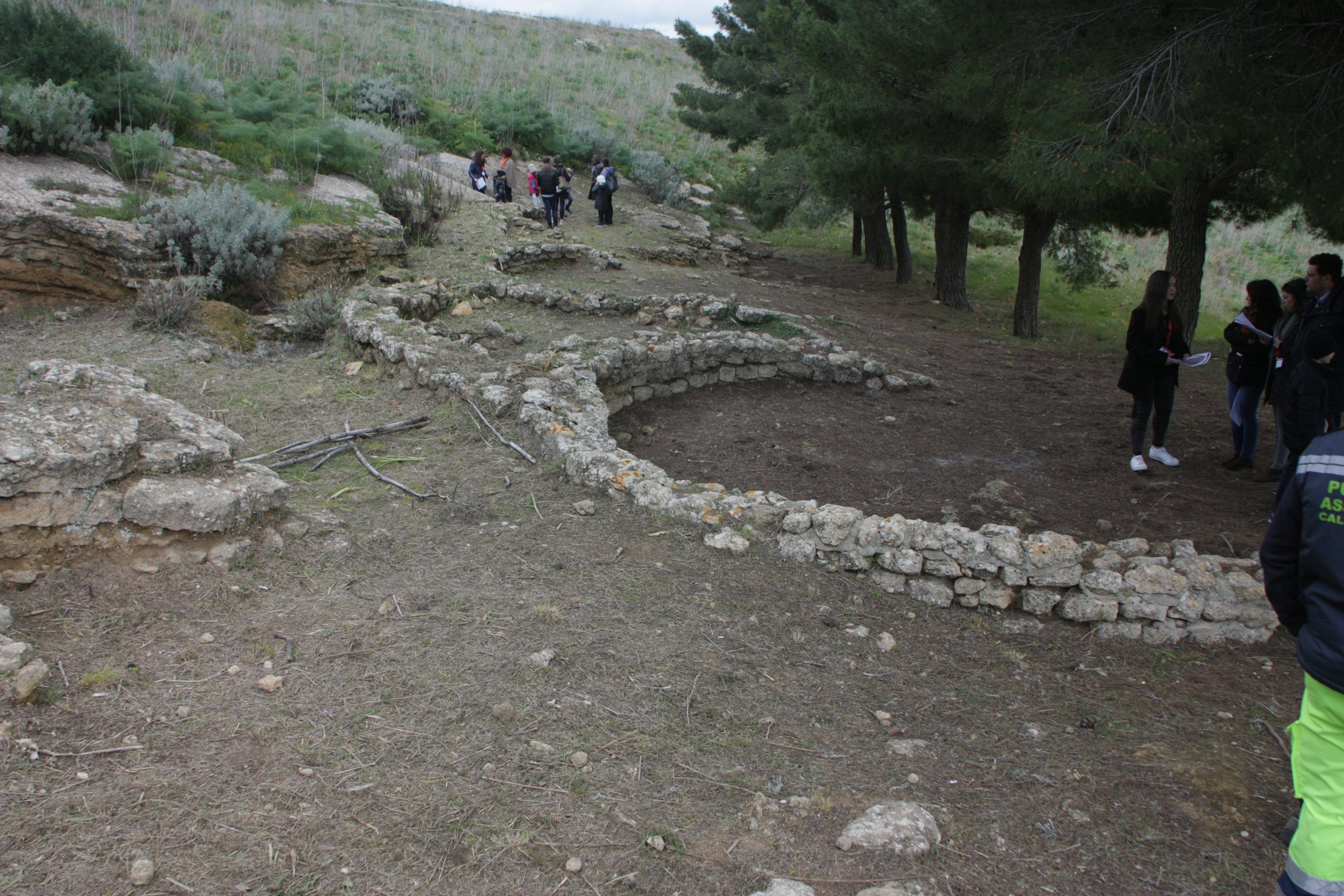
Capanne circolari presso il sito archeologico di Sabucina

Intorno al 1270 a.C. i villaggi castellucciani furono abbandonati e ne venne costruito uno nuovo arroccato sulla cima del monte Sabucina. Si tratta di un fenomeno analogo a quanto avvenuto del resto della Sicilia in risposta all'invasione dei Siculi, un popolo proveniente dalla penisola italica che si stanziò nella parte orientale dell'isola: gli abitanti dei piccoli villaggi indifesi si riunivano fondandone uno in un luogo più sicuro e difendibile, e la conformazione naturale del monte Sabucina e la sua posizione, ad ovest del "confine" lungo il fiume Himera con i Siculi, rispondeva alle esigenze difensive degli abitanti dell'attuale territorio nisseno. Data l'impossibilità di risalire al nome originario del sito, tale insediamento viene indicato con il toponimo contemporaneo della località, Sabucina.
In una prima fase, procede senza soluzione di continuità con la cultura di Castelluccio, pur presentando una società più evoluta anche in funzione dell'ostilità con i vicini nemici, come dimostra la produzione di oggetti molto complessi e funzionali, ma con pochi e semplici elementi decorativi. Il sito venne abbandonato bruscamente dopo tre secoli, probabilmente a causa dell'incursione e del saccheggio da parte dei Siculi.

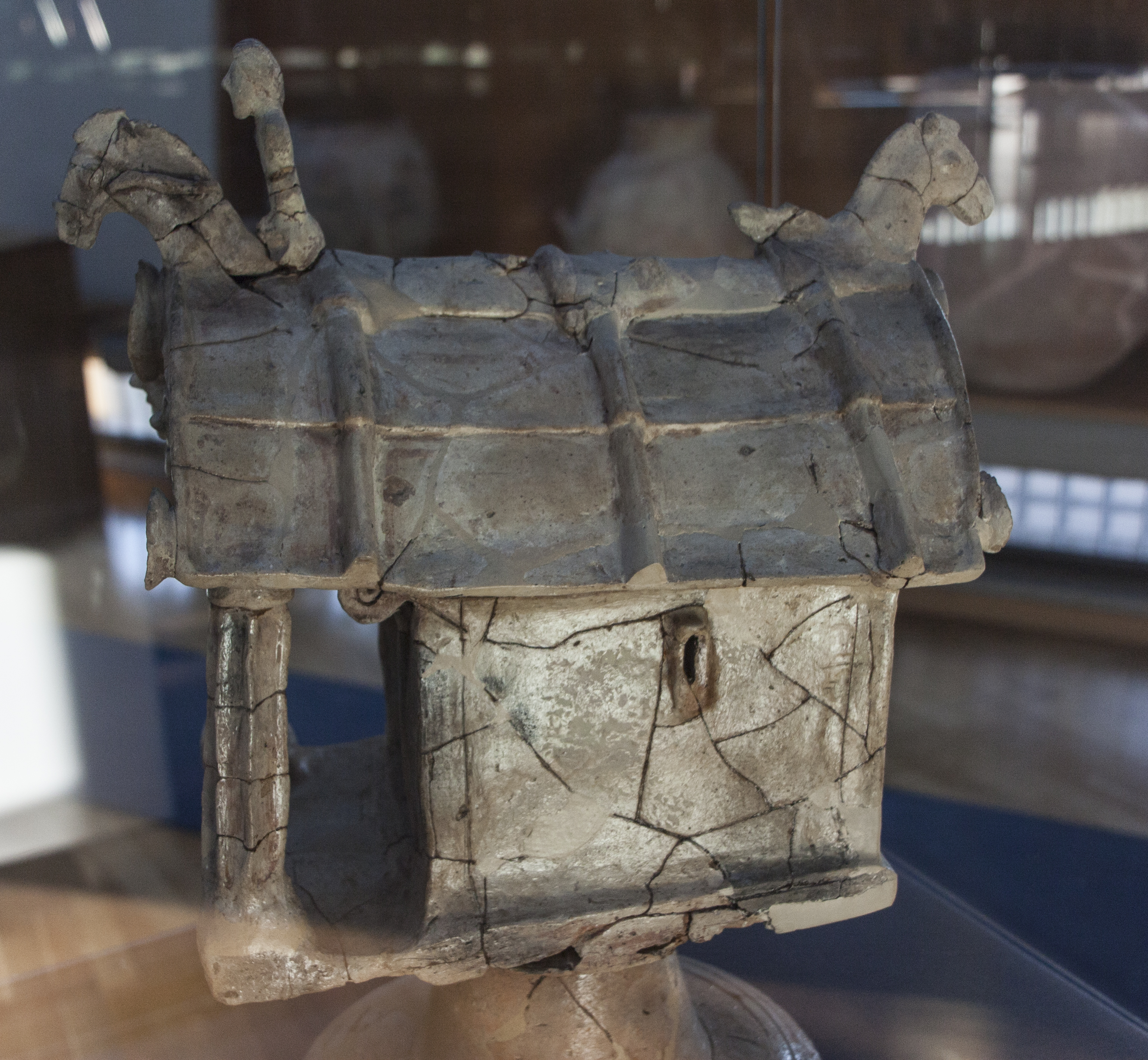
Il sacello di Sabucina, scultura risalente alla fase ellenica del sito

Sabucina tornò ad essere abitata nel VIII secolo a.C., circa duecento anni dopo l'improvviso abbandono, da popolazioni locali eredi degli antichi Siculi e Sicani ormai integrati e mescolati. Cessate le esigenze belliche, la posizione strategica del villaggio fu utilizzata per controllare la principale via di accesso dalla costa all'entroterra, rappresentato dalla valle dell'Imera, che favorì la nascita di un fiorente scambio commerciale con Greci e Cartaginesi stanziati lungo la costa, come si evince da alcuni oggetti ivi ritrovati. In questo periodo tornarono a essere abitati anche gli altri siti abbandonati nel XIII secolo.
A Sabucina la cultura greca pian piano andò a sostituirsi a quella indigena; inizialmente ebbe rapporti privilegiati con Gela, ma nel VI secolo a.C. entrò nell'area di influenza di Akragas, probabilmente a seguito della conquista da parte del tiranno Falaride durante la campagna di conquista dell'entroterra fino alla colonia di Himera, sulla costa tirrenica dell'isola. Durante il periodo agrigentino Sabucina visse un periodo d'oro, galvanizzato da una fiorente agricoltura e da intensi scambi commerciali con Akragas, ma non divenne mai una sua sottocolonia, e anzi mantenne una propria identità indigena come mostrano le opere risalenti a quel periodo, tra cui il sacello di Sabucina.
Durante il V secolo a.C. si osserva una fase di declino del villaggio, che inizia contemporamente alla guerra che Ducezio, re dei Siculi, scatenò contro i grossi centri ellenizzati dell'entroterra. È stato supposto pertanto che Sabucina rimase coinvolta nella guerra, e alcuni storici si sono spinti a identificarla con Motyon, città distrutta da Ducezio e non ancora individuata con precisione. In ogni caso Sabucina fu definitivamente abbandonata intorno al 400 a.C. e anche i successivi tentativi di ripopolamento da parte di Timoleonte, nel 310 a.C., fallirono.

### Epoca romana e bizantina
Non esistono prove a sostegno dell'esistenza un centro urbano nel territorio di Caltanissetta durante il periodo romano; ad esempio tra tutti i centri abitati isolani menzionati da Cicerone nelle Verrine, nessuno è riconducibile a Caltanissetta o all'antica Sabucina; gli stessi ritrovamenti archeologici dimostrano che il territorio dovesse essere distante dai luoghi abitati. La quasi totale assenza di centri urbani nell'entroterra siciliano durante questa fase della Storia è spiegabile dal fatto che, a seguito della conquista romana della Sicilia, il territorio iniziò ad essere gestito secondo lo schema del latifondo; questo, unito all'avvento della pax romana che rese superfluo ogni sistema difensivo, causò la scomparsa di numerosi villaggi arroccati in luogo di un concentramento delle attività antropiche in pochi centri urbani posti a fondovalle. La stessa situazione si riscontra nella successiva epoca bizantina, durante la quale non si può escludere la presenza di qualche villa rurale, ma non si può parlare di un vero insediamento urbano.

## Fondazione della città

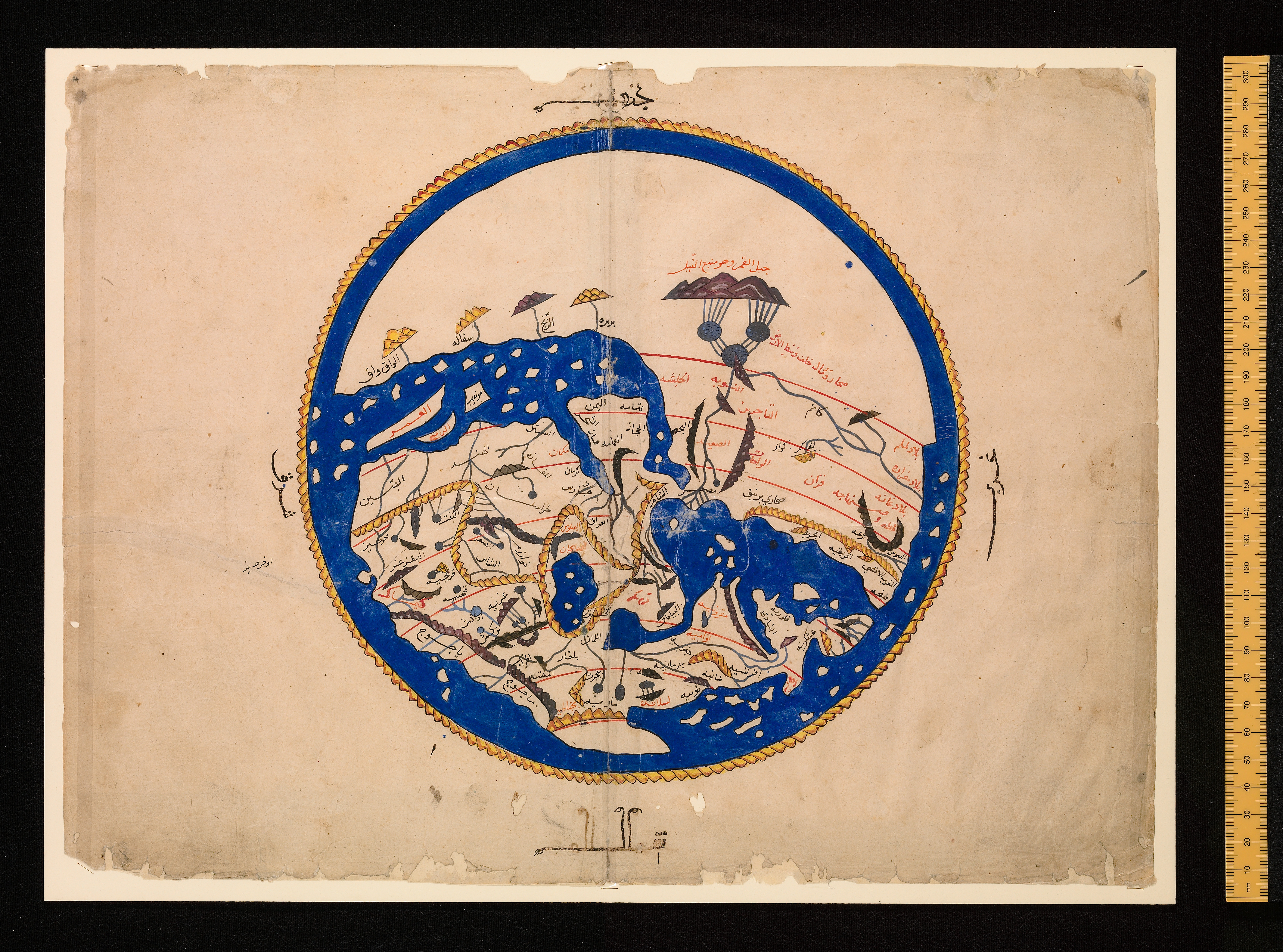
Mappamondo di Idrisi del 1154

I primi documenti in cui compare il nome della città risalgono all'epoca normanna. Il primo a menzionare un toponimo riconducibile a Caltanissetta fu nell'XI secolo il cronista personale del Gran Conte Ruggero, Goffredo Malaterra, che narrò la conquista normanna della Sicilia; egli la annovera, con il nome di Calatenixet, tra le undici rocche conquistate per accerchiare e isolare l'emiro di Enna:
(Goffredo Malaterra, De rebus gestis Rogerii Calabriae et Siciliae comitis et Roberti Guiscardi ducis fratris eius)
Tale testo dimostra inequivocabilmente l'esistenza di un insediamento antecedente all'arrivo dei Normanni; tuttavia, nonostante sia banalmente intuibile il passato arabo della città anche dalle evidenti tracce lasciate nel linguaggio, nella toponomastica locale e persino in alcuni aspetti culturali, nella vasta bibliografia geografica redatta durante il Emirato di Sicilia e giunta fino ai giorni nostri, Caltanissetta non viene mai menzionata. Il motivo è spiegabile dal fatto che non fosse una città, ma soltanto una "rocca", cioè un castello affiancato da un modesto borgo fortificato.
Si noti come Caltanissetta sia l'unico toponimo di cui il Malaterra si preoccupa di fornire una traduzione in latino, oltretutto confermata successivamente: il toponimo infatti deriva dall'arabo Qalʿat an-nisāʾ, letteralmente traducibile come "rocca delle donne" (o "castello delle donne"), che è il nome con cui il geografo arabo Idrisi indicava la città nel 1154 ne Il libro di Ruggero.

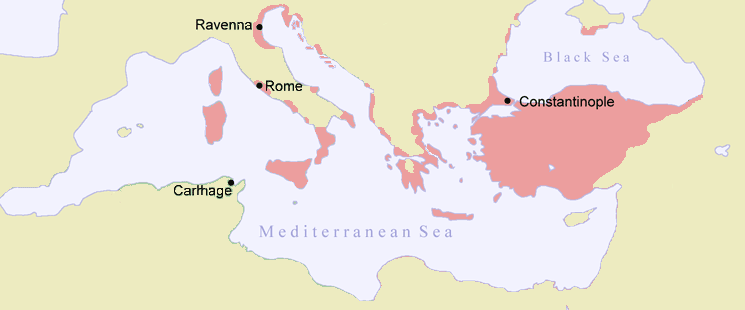
Mappa dell'Impero Bizantino nel 717 d.C J.-C.; ispirata da una mappa pubblicata a pagina 32 del libro "Byzantium - A History" di John Haldon. Bigdaddy1204 23:50, 31 gennaio 2006 (UTC)

Tuttavia, in base ai suoi studi sull'origine del toponimo Caltanissetta, lo studioso Luigi Santagati sostiene che i primi ad abitare nell'attuale luogo della città potrebbero essere stati i Bizantini, che nella seconda metà dell'VIII secolo avrebbero edificato il castello di Pietrarossa e l'annesso borgo che avrebbero chiamato Nissa dal possibile nome della città di provenienza degli stratioti fondatori della cittadina. Fondatori che nel 730, o più probabilmente durante il periodo iconoclasta tra il 730 e il 787, emigrarono dalla antica Nissa degli Ittiti, oggi Nevşehir, dall'omonima provincia in Anatolia centrale.
Successivamente con l'arrivo degli Arabi, intorno all'846, il nome sarebbe diventato Qalʿat an-nisāʾ per assonanza con il vecchio nome bizantino.
Testualmente il Santagati scrive:
«All’origine della denominazione di Caltanissetta potrebbe quindi esserci stato un insediamento omogeneo di stratioti provenienti dalla città prima greca, poi romana e bizantina di Nissa, oggi conosciuta come Nevşehir, sita nella Cappadocia (Turchia). La regione a partire dal 730 patì una gravissima crisi socio-economica che costrinse gran parte della popolazione a trasferirsi altrove; una piccola parte di questa potrebbe essersi insediata nel luogo dell’attuale Caltanissetta chiamandola col nome d’origine. Una volta caduto in mano araba l’insediamento avrebbe assunto il nome di Qal’at an-Nissa o Nisa (rocca di Nisa) da cui la facile confusione con il termine arabo nisa o nisah (donne) plurale di marah (donna).»
A sostegno di questa ipotesi vi è la circostanza della vita di Gregorio di Nissa noto anche come Gregorio Nisseno (Cesarea in Cappadocia, 335 - Nissa, 395 circa): questi è stato un vescovo e teologo greco antico, nel 371 fu nominato vescovo della Diocesi di Nissa; Egli viene venerato da tutte le Chiese cristiane, è uno dei Padri cappadoci; ed è considerato uno dei Padri orientali più espressivi del IV secolo. Morì tra gli anni 395 e 400 e la sua festa si celebra il 9 marzo.

## Dagli arabi alla Dinastia aragonesi

### X-XI secolo: Emirato di Sicilia

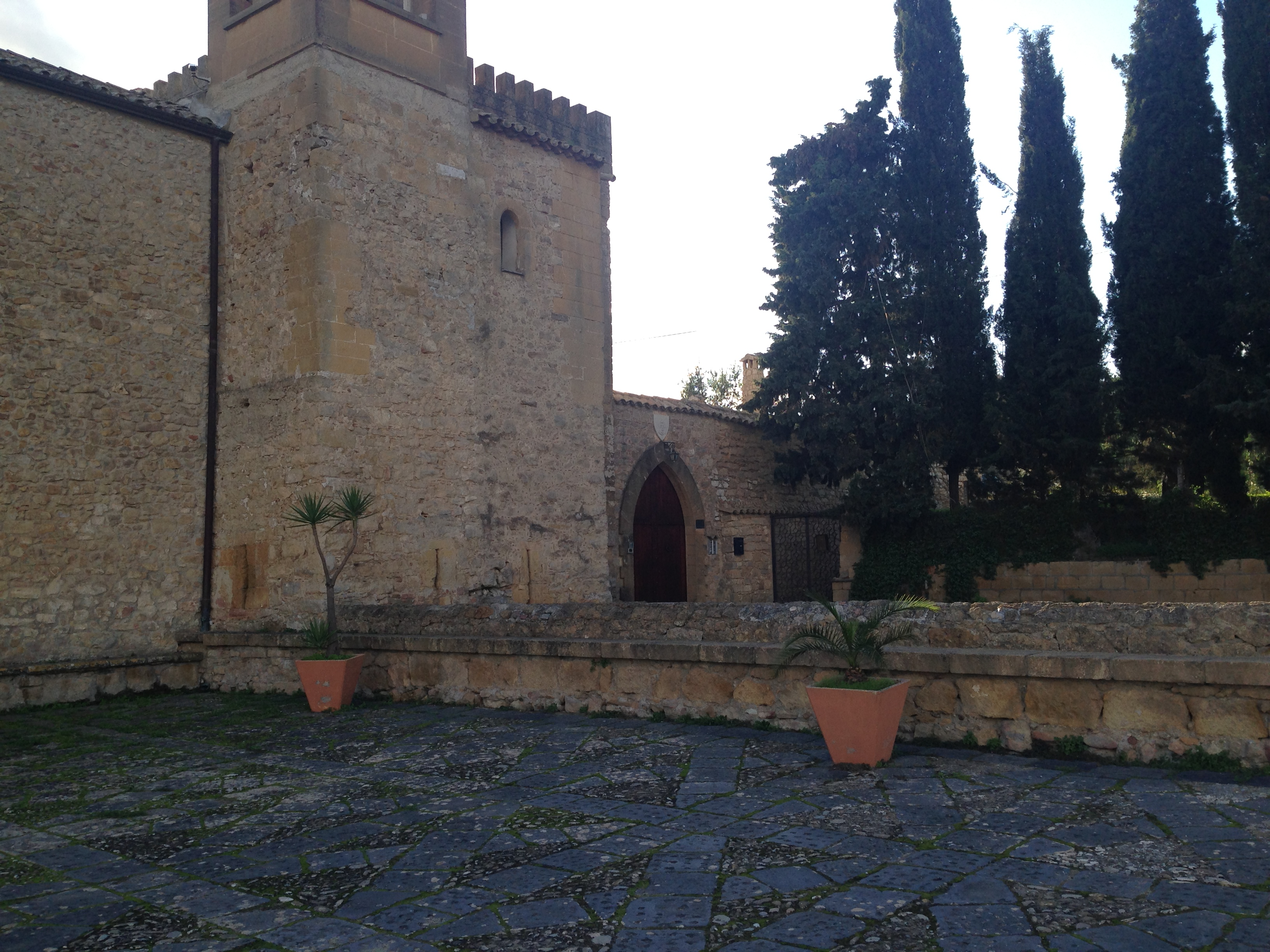
Dettaglio dell'abbazia di Santo Spirito, in cui è visibile la costruzione rettangolare e il portone nel muro di cinta, attribuiti entrambi al periodo islamico.

Come nel resto dell'isola, a dispetto del grandissimo impatto che la cultura islamica ha lasciato sul territorio, dalla lingua alle tecniche agricole, passando per la cucina, le testimonianze architettoniche nel territorio nisseno risalenti a questo periodo storico sono scarse. Tra queste, vi è un casale rurale fortificato, oggi inglobato all'interno del complesso dell'abbazia di Santo Spirito, di cui è ben riconoscibile un massiccio edificio rettangolare sormontato da una torre di vedetta, cinto da mura dotate di un portone con sistemi anti-assedio, dal momento che, a causa della lontananza dal villaggio, doveva essere in grado di provvedere autonomamente alla propria difesa. È probabile che anche il castello di Pietrarossa (o parte di esso) sia stato costruito in questo periodo. Infine, rimangono deboli tracce nell'impianto urbano del quartiere di Santa Domenica, che sicuramente corrisponde al borgo arabo, pur essendo impossibile stabilirne con certezza gli esatti confini; in esso sono ancora oggi individuabili cortili triangolari su cui si affacciano le facciate principali delle abitazioni, tipici del mondo islamico.

### XI-XII secolo: il Regno di Sicilia

Stemma attribuito agli Altavilla

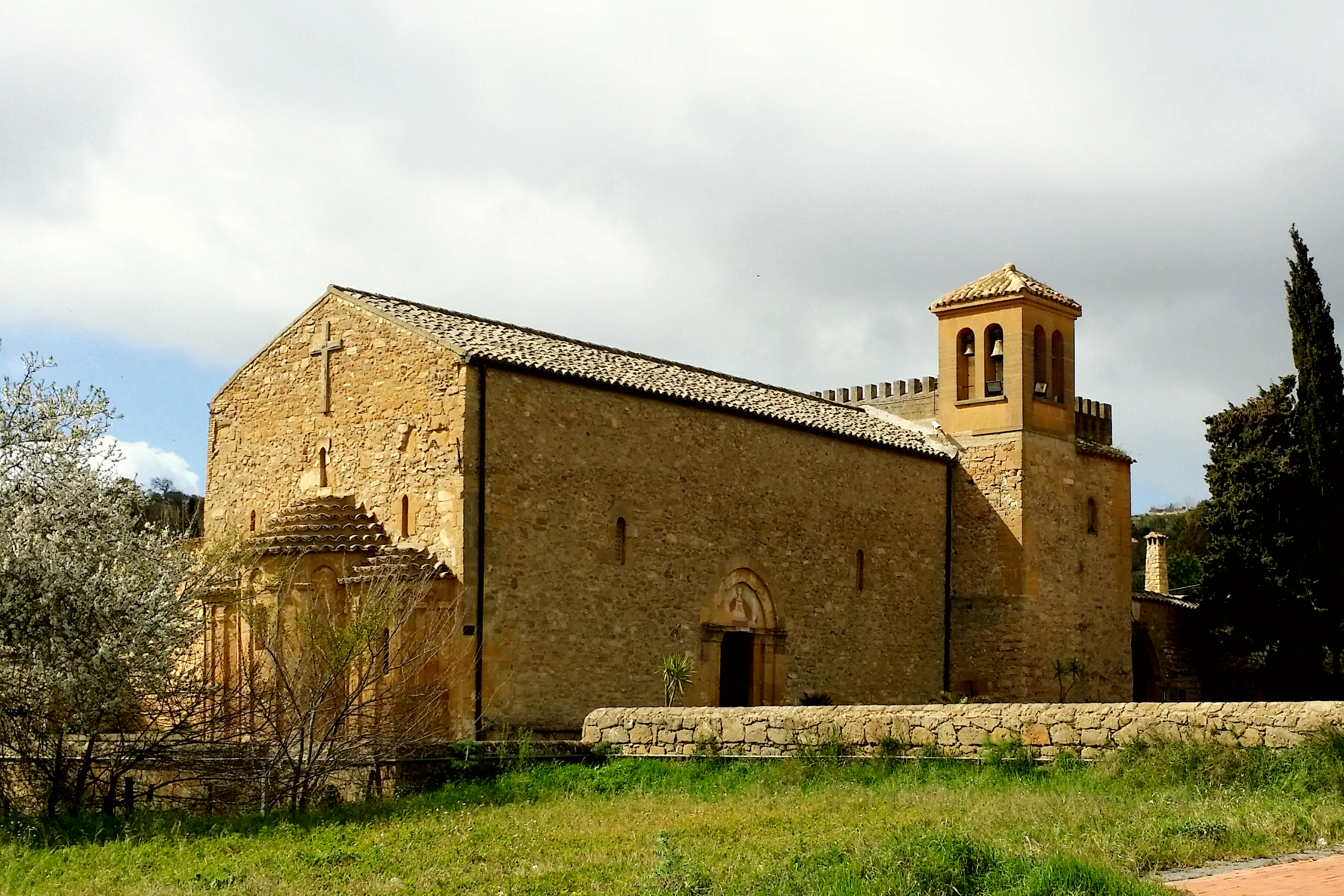
L'abbazia di Santo Spirito

Nel 1061 Ruggero d'Altavilla sbarcò in Sicilia, dando il via alla conquista normanna dell'isola, che terminerà trent'anni dopo, nel 1091, con la caduta di Noto. Caltanissetta, insieme ad altre undici "rocche" situate tra Agrigento e Enna, fu conquistata da Ruggero nel 1086, un anno prima della battaglia finale contro l'emiro di Enna Ibn al-ʿAwwās, da cui questi ne uscì sconfitto, avvenuta probabilmente presso Capodarso, dove oggi sorge l'omonimo ponte.
Tra i primi provvedimenti del Gran Conte Ruggero vi fu la suddivisione dell'isola in diocesi e la nomina dei relativi vescovi; tra queste, la diocesi di Agrigento, fondata nel 1093, aveva come confine orientale l'Imera meridionale, e dunque includeva anche il territorio di Caltanissetta. Al fine di convertire la popolazione musulmana, fu prevista la costruzione di una rete di chiese rurali, tra cui l'abbazia di Santo Spirito, la prima parrocchia della città, ricavata da un casale arabo fortificato; anche la chiesa di San Giovanni, che nel 1101 risultava tra le dipendenze dell'abbazia della Santissima Trinità di Mileto, viene citata come "chiesa fuori le mura" in una bolla di Eugenio III del 1150. Contemporaneamente il territorio fu spartito tra vari feudatari. Il più antico feudatario di Caltanissetta di cui si hanno notizie certe è Goffredo di Montescaglioso. Egli prese parte insieme ad altri nobili siciliani a una congiura contro Maione di Bari, consigliere del re Guglielmo il Malo, ma la congiura fallì e Goffredo fu accecato e privato dei suoi beni; il feudo di Caltanissetta quindi nel 1167 fu assegnato al fratellastro della regina Margherita, e cognato del re, Enrico di Navarra, che però, a causa del suo stile di vita poco sobrio, venne allontanato dalla stessa regina nel 1170. Rimasta senza feudatario, la città divenne quindi "demaniale", cioè sotto la diretta giurisdizione regia, e rimase tale anche sotto le successive dominazioni sveva e angioina.

### XIII secolo: da Federico II ai Vespri siciliani

La chiesa di Santa Maria degli Angeli (Caltanissetta) in una cartolina d'epoca

Nel primo secolo di dominio normanno si era instaurata una convivenza pacifica tra arabi e normanni, ma questo clima venne meno nei primi anni del XIII secolo, quando gli arabi cominciarono a rifiutare l'autorità del re e a reclamare il proprio autogoverno. Questo spinse il nuovo re Federico II di Svevia a intraprendere una guerra spietata contro i musulmani, che culminò con la deportazione a Lucera di chi rifiutava di convertirsi.
Nel contempo tentò di arginare il potere dei baroni, amministrando direttamente numerosi feudi. A Caltanissetta venne istituita la figura del "regio cappellano", un'autorità religiosa che esercitava il potere per conto del re, e che aveva sede nella nuova chiesa dedicata alla Madonna, edificata nel 1225 presso il castello di Pietrarossa, e non all'interno del borgo, proprio per rappresentare il potere regio sul territorio. Secondo molti studiosi si tratterebbe della chiesa oggi conosciuta con il nome di Santa Maria degli Angeli, sebbene alcune prove abbiano spinto la studiosa Daniela Vullo a identificarla con una cappella realizzata all'interno del castello e crollata con esso nel 1567.
Durante le fasi concitate che seguirono la morte di Federico II, Caltanissetta, insieme ad Agrigento, Catania, Agosta e altre città siciliane si schierò con Corradino di Svevia, nipote di Federico e suo legittimo erede; il generale imperiale Nicolò Maletta pose il suo quartier generale proprio nel castello di Pietrarossa, considerato inespugnabile. Quando Carlo I d'Angiò ebbe la meglio sugli altri pretendenti, impose un duro regime sulle città che gli si erano opposte. Caltanissetta fu affidata al militare francese Raul de Grollay, e dopo un lungo assedio del castello, intorno al 1268 Maletta fu catturato e ucciso, complice il tradimento dei suoi stessi uomini.
Nella primavera del 1282, in seguito ai Vespri siciliani, i cittadini di Caltanissetta si unirono ai moti che scoppiarono in tutta l'isola e dopo aver cacciato gli angioini, si organizzarono nel "Libero Comune di Caltanissetta", che però ebbe breve vita: in difficoltà contro i francesi, i siciliani chiesero e ottennero l'aiuto di Pietro III di Aragona, che già alla fine di quell'anno si proclamò re di Sicilia e pose fine alle varie esperienze comunali, tra cui quella di Caltanissetta.

### XIV secolo: dai Lancia ai Peralta

Stemma durante il Regno di Sicilia

Durante i primi anni in cui la Dinastia aragonese regnò sulla Sicilia, si succedettero come castellani della città i catalani Bernard de Sarrià e Ramon Almany; quest'ultimo, arroccato nel castello di Pietrarossa insieme ad alcuni nobili a lui fedeli, nel 1295 cercò di opporsi alla nomina a re di Federico III di Sicilia minacciando una secessione, ma fu convinto pacificamente a desistere. Rimandati in Spagna i secessionisti, il nuovo re nominò nel 1296 nuovi feudatari, tra cui Corrado I Lancia al quale affidò il feudo di Caltanissetta. Alla morte di quest'ultimo, il feudo fu oggetto delle attenzioni del nuovo marito della vedova di Corrado Lancia, Pedro Ferrandis de Vergua, il quale cercò in tutti i modi di entrarne in possesso. Scoperto, fuggì a Tunisi per evitare il carcere, e il feudo passò quindi al legittimo erede Pietro Lancia, nipote di Corrado. Dopo il matrimonio, nel 1342 della figlia maggiore di Pietro, Cesarea, con il fratello del re Pietro II di Sicilia, Giovanni di Randazzo, Caltanissetta passò a quest'ultimo, che però morì di peste nei dintorni di Catania nel 1348; anche suo figlio Federigo morì di peste nel 1355. Caltanissetta fu risparmiata dall'epidemia di peste a causa del suo isolamento territoriale, ma la morte dei feudatari portò problemi di successione: a causa della vigente legge salica, né Cesarea né la figlia Eleonora poterono ereditare la città in quanto donne, e in base a quanto previsto in caso di vuoto di potere nei feudi, la città sarebbe dovuta tornare al regio demanio. Tuttavia Cesarea riuscì a convincere la corte e le fu permesso di continuare a trarre sostentamento dal feudo, nonostante il sentimento contrario della popolazione che insorse più volte in rivolte antifeudali che infine costrinsero la Signora a lasciare la città nel 1360, sebbene ne rimanesse la padrona.
Nel 1361, Federico IV di Sicilia e la sposa Costanza, dopo essersi sposati a Catania, fecero sosta presso il castello di Pietrarossa, per ricevere i nobili che desideravano rendere loro omaggio, ma furono attaccati da Francesco Ventimiglia e Federico Chiaramonte, nobili ribelli che si rifiutavano di sottomettersi al nuovo re. Ne seguì un assedio nel quale il re, asserragliato nell'imprendibile castello, ebbe la meglio, nonostante le numerose perdite.

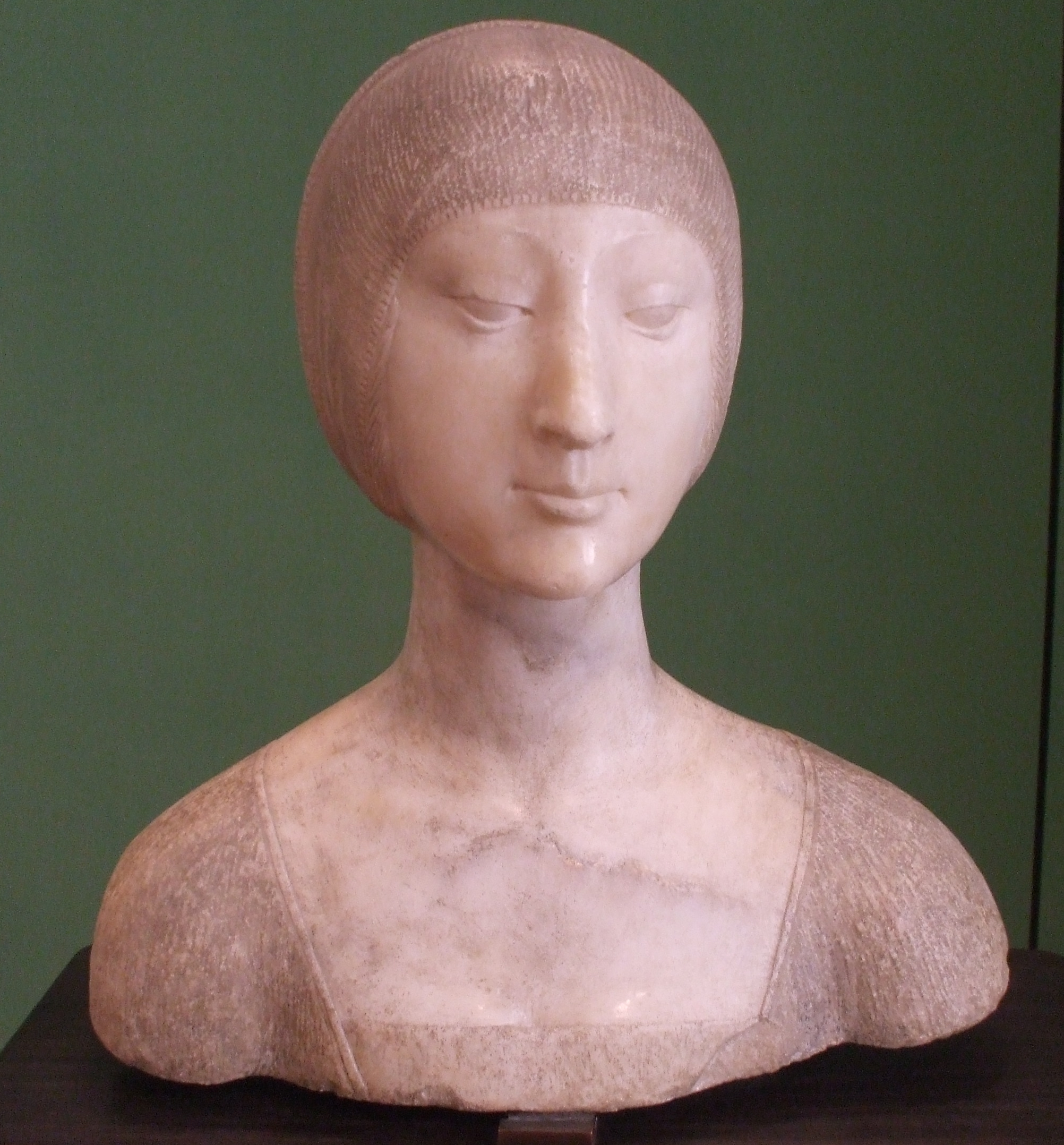
Busto di Eleonora d'Aragona (1346-1405)

In quegli anni Eleonora, figlia di Giovanni di Randazzo, aveva sposato Guglielmo Peralta, che divenne il signore di Caltanissetta. Nel 1371 fondarono un convento per i Carmelitani, in un luogo di eremitaggio fuori le mura detto "Selva degli ulivi", che coincide all'attuale piazza Garibaldi; il convento, costruito accanto alla preesistente chiesa di San Giacomo, fu dotato di una chiesa intitolata a Santa Maria dell'Annunciata; al loro posto sorge il palazzo del Carmine. Probabilmente sono coevi anche la chiesa di Santa Domenica e il palazzo del Magistrato, entrambi scomparsi.
Nel frattempo Caltanissetta si trovò al centro della politica internazionale: durante le prime fasi del regno della giovane Maria di Sicilia, per scongiurare colpi di mano da parte della Dinastia aragonese, Guglielmo Peralta riunì proprio a Caltanissetta il cosiddetto governo dei Quattro Vicari, costituito dagli uomini più potenti dell'epoca (oltre al Peralta, Artale Alagona, Manfredi III Chiaramonte, Francesco II Ventimiglia), che si spartirono l'intera Sicilia; unico grande escluso fu Guglielmo Raimondo III Moncada, che per tale motivo nel 1379 rapì la regina Maria e la portò in Spagna, sottraendola al controllo di Artale Alagona, suo tutore. Tale azione favorì la monarchia aragonese: nel 1391 Maria andò in sposa a Martino il Giovane, figlio di Martino di Aragona, rafforzando il potere aragonese sulla Sicilia, e l'anno successivo sbarcarono sull'isola, ponendo fine al governo dei Vicari. La legittimità del matrimonio però non fu subito accettata da tutti i nobili; tra questi Guglielmo Peralta, che rimase trincerato nel suo castello. La situazione si normalizzò solo dopo la morte di Guglielmo, nel 1396, quando il figlio Nicolò Peralta giurò fedeltà al re. Nicolò morì senza eredi maschi dopo solo due anni, e i suoi possedimenti tornarono nuovamente nelle mani della madre Eleonora, che li amministrò fino alla sua morte nel 1405.

## I Moncada

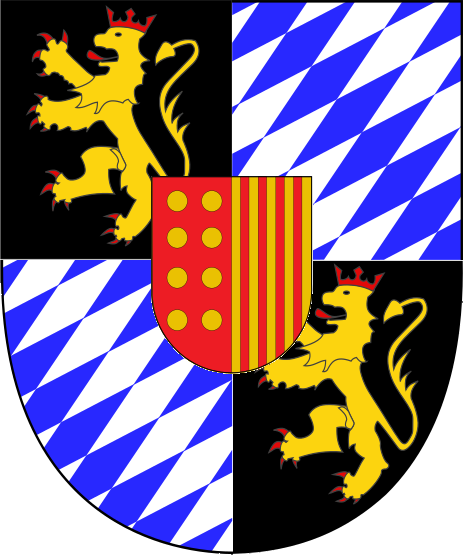
Stemma dei Moncada

### L'arrivo dei Moncada
Alla morte di Eleonora d'Aragona, l'assenza di eredi diretti causò una disputa sui possedimenti che si concluse con il temporaneo incameramento delle proprietà nel Regio Fisco. La contea di Caltanissetta fu assegnata a Sancho Ruiz de Lihori, uomo fedele al re, che però la restituì dopo due anni in cambio di altre terre e denaro. Caltanissetta era quindi nelle dirette mani dirette del re Martino I quando nel 1407 il conte di Agosta Matteo Moncada, figlio di quel Guglielmo Raimondo artefice del rapimento della regina Maria, scambiò il proprio feudo con Caltanissetta. Le ragioni dello scambio probabilmente erano di carattere economico e politico, in quanto Agosta (l'odierna Augusta) si trovava esposta alle incursioni dei pirati. Caltanissetta dunque passò alla famiglia dei Moncada, a cui rimase fino all'abolizione della feudalità in Sicilia nel 1812; dato l'enorme potere che i feudatari detenevano ed esercitavano nelle proprie terre, la storia di Caltanissetta durante i 405 anni di dominio dei Moncada fu strettamente influenzata dalle loro vicende familiari.

### Il Quattrocento
Negli anni in cui Matteo Moncada diventava il primo conte di Caltanissetta, in Sicilia si veniva a creare un vuoto di potere a causa della morte di Martino il Giovane e Martino II di Sicilia, entrambi senza eredi maschi. I nobili allora si spaccarono in due fazioni, l'una schierata con Bernardo Cabrera, l'altra con Bianca di Navarra, moglie di Martino il giovane ma erede illegittima in quanto donna. Matteo Moncada supportò attivamente Bianca di Navarra, tanto da ospitarla presso il castello di Pietrarossa, luogo in cui si era stabilito insieme alla famiglia dopo la nomina a conte.

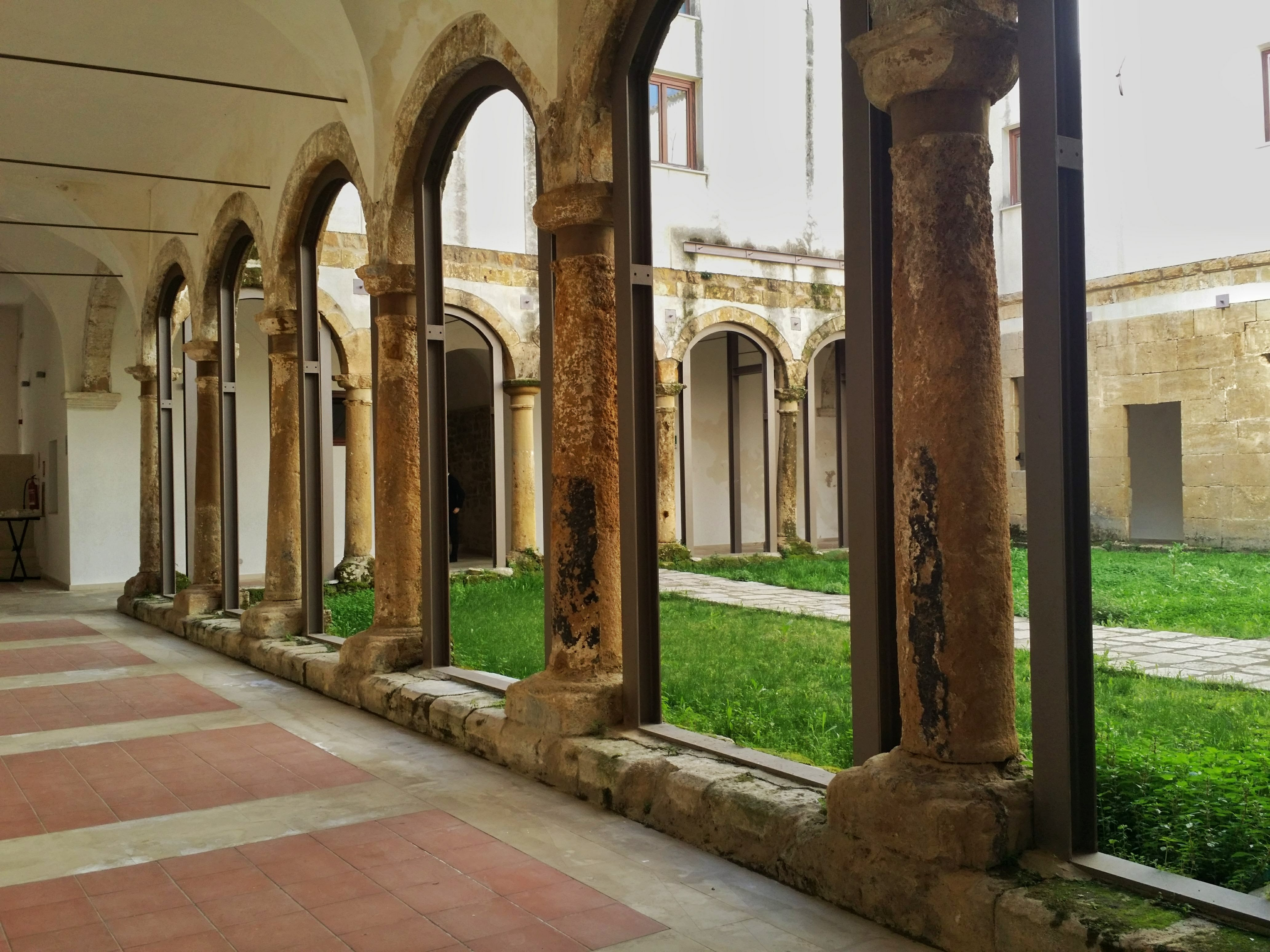
Chiostro all'interno del convento di San Domenico

Matteo Moncada morì nel 1423 a Canicattì, cercando di sfuggire a un'epidemia scoppiata a Caltanissetta, e suo successore divenne il figlio, Guglielmo Raimondo IV Moncada. Alla morte di quest'ultimo, nel 1465, non avendo avuto figli, l'eredità passò al fratello Antonio II Moncada, già domenicano, che dovette lasciare l'abito religioso per evitare dispute dinastiche. Risale a questo periodo il primo documento che attesta la presenza del convento di San Domenico, probabilmente costruito proprio in concomitanza con la vestizione dell'abito domenicano del futuro conte Antonio; fu nella cripta di quella chiesa che fu sepolto Antonio alla sua morte, nel 1479, così come tutti i conti Moncada per circa un secolo a venire. A causa della giovane età dei figli di Antonio, gli succedette il cugino Giovanni Tommaso Moncada, il quale accrebbe il potere sul territorio, riuscendo a ottenere il diritto di nomina degli abati di Santo Spirito, che in precedenza era un diritto regio.

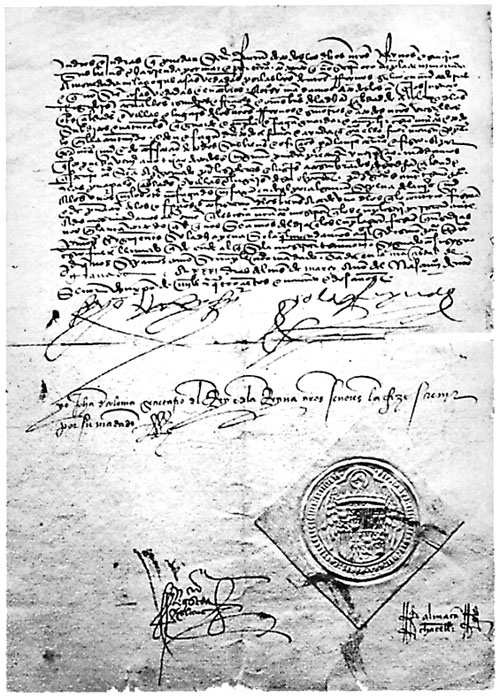
Il decreto di Alhambra

Nella seconda metà del secolo viveva a Caltanissetta una piccola comunità ebraica di circa cinquanta individui, che fu colpita dalle politiche antisemite spagnole. Molti nobili dell'epoca tentarono di convincere il re spagnolo a esentare il territorio siciliano dal decreto di Alhambra, che imponeva agli ebrei la conversione forzata, pena la confisca dei beni e l'espulsione dal regno; tra questi il conte di Caltanissetta Giovanni Tommaso Moncada, consapevole che le attività economiche svolte dagli ebrei fossero indispensabili e insostituibili. Ciononostante il decreto venne attuato anche in Sicilia; a Caltanissetta tutti gli ebrei si convertirono e poterono rimanere, ma furono accertati almeno due casi di marranismo, un padre e un figlio che furono scoperti e incarcerati al Castello a Mare di Palermo, dove morirono.
Le politiche spagnole in campo religioso continuarono a influenzare l'isola: l'inquisizione spagnola fu introdotta in Sicilia nel 1487, e venne abolita solo nel XVIII secolo. Le ultime due vittime siciliane dell'inquisizione furono i nisseni fra Romualdo e suor Gertrude, condannati al rogo la notte tra il 6 e il 7 aprile 1725.
Nel 1501 morì Giovanni Tommaso Moncada e divenne conte il figlio Guglielmo Raimondo. Nel 1507 giunsero i francescani, che fondarono il loro convento fuori dalle mura. Alla morte di Guglielmo Raimondo, nel 1510, gli succedette il figlio Antonio III Moncada.

### La nascita della borghesia nissena
Intorno alla seconda metà del XV secolo, complice l'incremento demografico che portò la popolazione a 4 000 unità, emerse il primo embrione della borghesia urbana, formata dai principali operatori economici del tempo che erano riusciti ad accumulare ricchezze e spesso a istruirsi; i Moncada ne riconobbero il peso politico, oltre che economico, affidandovi la gestione della città attraverso organi costituiti da magistrati, giurati e giudici scelti tra il ceto mezzano cittadino, il cui mandato durava un anno. Le funzioni di tali organi erano sostanzialmente simboliche, i membri avevano diritto a una gabella annua molto umile, e dovevano appartenere alla mastra nobile, un elenco di persone considerate adatte a ricoprire un ruolo gestionale. La mastra nobile era soggetta all'approvazione del conte, che poteva revocare l'incarico a un membro in qualunque momento; così, all'interno delle proprie terre, i feudatari continuavano a detenere un forte controllo del potere esecutivo, oltre che quello legislativo e giudiziario, e in determinati casi, anche religioso, ma il ceto medio avrebbe acquisito sempre maggiori poteri, e questo costituì il primo passo verso l'emancipazione dalla nobiltà.
Il crescente potere economico e sociale della borghesia, non adeguatamente bilanciato dal potere politico, portò già nel 1516 al primo scontro con i Moncada. Il protagonista fu il notaio Antonino Naso, che riuscì a coalizzare il ceto mezzano cittadino al fine di ribellarsi contro il potere feudale, riuscendo a ottenere l'appoggio della popolazione, che pativa gli effetti di una grave carestia; a giugno scoppiò un'insurrezione, e Naso e i suoi fedeli colsero l'occasione per chiedere al viceré il trasferimento di Caltanissetta al regio demanio, e cacciare definitivamente i Moncada. Tuttavia il "fronte borghese" si spaccò, e i più moderati stipularono con il conte una "pace separata", che prevedeva che questi non potesse nominare ufficiali stranieri, com'era uso fare fino a quel momento, ma che venissero scelti tra una rosa di nisseni espressi dal ceto medio; l'evento quindi si risolse in un grande successo per la borghesia moderata –i cittadini comunque pagarono al conte 3 500 salme di grano a titolo di riparazione –, mentre gli estremisti furono processati e privati dei beni, tranne Antonino Naso, il quale fuggì a Castrogiovanni, città demaniale in cui il Moncada non aveva alcun potere.
Pochi decenni dopo, nel 1548, per risolvere una disputa con il conte, il ceto medio promosse l'istituzione di un Consiglio civico a cui partecipavano tutti i maggiorenni; nominalmente il Consiglio era espressione degli habitatores, ovvero il popolo, ma di fatto si trasformò in uno strumento in mano alla borghesia, che riusciva ad influenzarlo, molto più di quanto facesse la nobiltà.

### Il Cinquecento

Ponte Capodarso in una cartolina dei primi anni del Novecento

Nel corso del Cinquecento la città cambiò volto spinta dalla costante crescita demografica: in breve tempo, la popolazione passò dai 6 900 abitanti del 1570 ai 9000 del 1586. L'aumento della popolazione rese necessaria la realizzazione di un acquedotto, il Vagno, da affiancare al metodo tradizionale di raccolta d'acqua per mezzo di grandi cisterne, che non riusciva più a soddisfare il fabbisogno cittadino. Nel 1550 fu fondato il Monte di Pietà, una sorta di ospizio destinato a orfani e mendicanti, che nel 1576 fu ampliato e trasformato in ospedale. Per far fronte alla crescita del volume di grano prodotto, nel 1553 venne costruito il ponte Capodarso, che ne facilitò il trasporto verso i porti della costa meridionale. Nel corso del secolo inoltre furono costruiti il monastero benedettino di Santa Croce (1531) e il convento dei cappuccini in contrada Xiboli (1540); nel piano degli Ulivi nei primi anni del secolo sorse la chiesa di San Sebastiano, e nel 1539 iniziarono i lavori di costruzione della chiesa di Santa Maria la Nova, che nel 1570 divenne la chiesa madre.

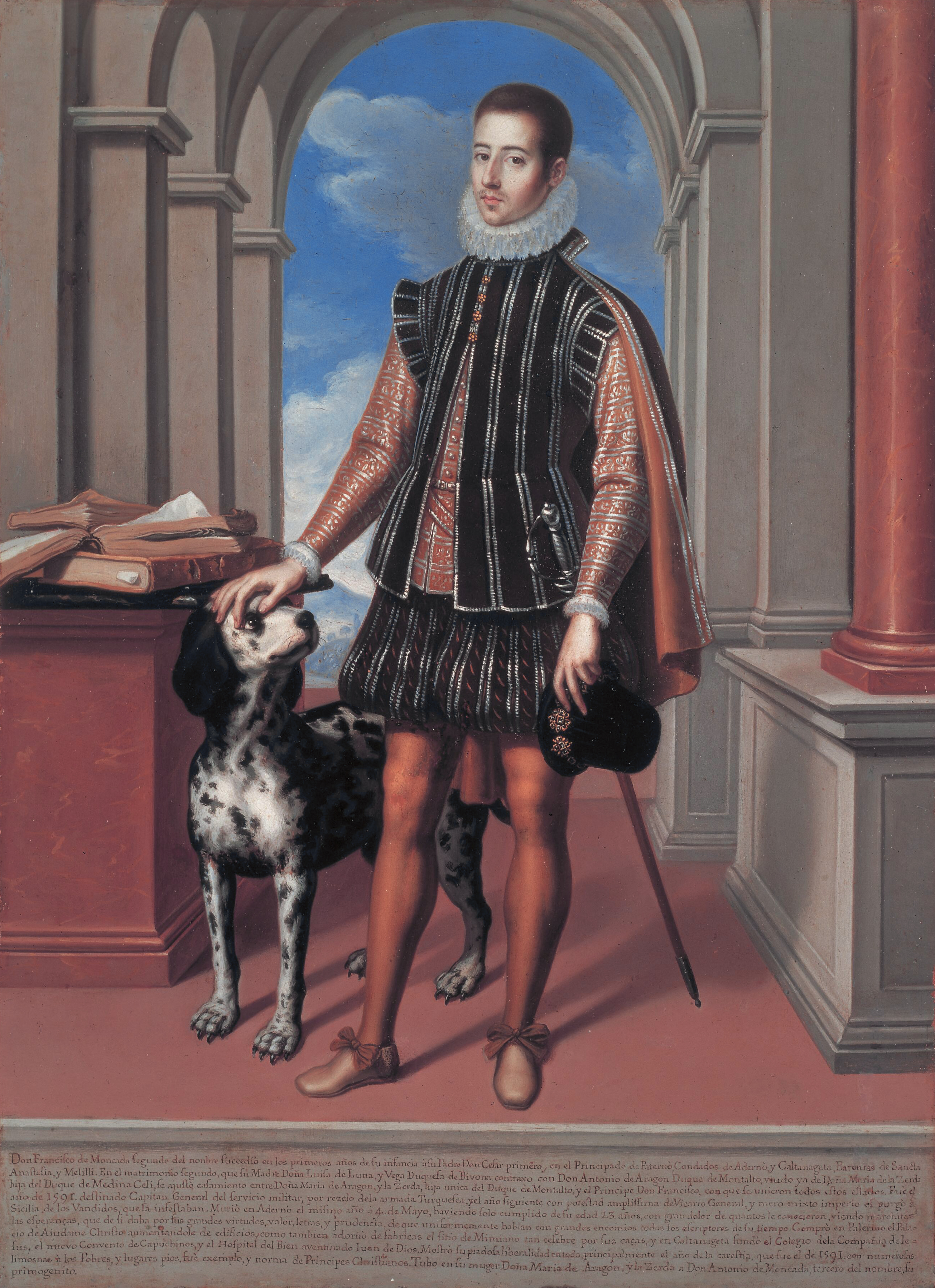
Francesco II Moncada, figlio di donna Aloisia

Dopo Antonio III Moncada, si succedettero Francesco I (1549-1566), Cesare (1566-1571) e Francesco II (1571-1592). Figure di rilievo furono Aloisia de Luna e Maria d'Aragona, consorti rispettivamente di Cesare e Francesco II. La prima è ricordata per la sua grande carità: ristrutturò l'ospedale e invitò in città l'Ordine ospedaliero di San Giovanni di Dio, detto "Fatebenefratelli", e per favorire l'istruzione di tutte le classi sociali chiamò i gesuiti che costruirono il loro Collegio; nel 1580 promosse e finanziò il trasferimento dei cappuccini nel nuovo convento di contrada Pigni; morì a Palermo nel 1619, dopo circa quarant'anni di dominio su Caltanissetta e gli altri possedimenti dei Moncada. A Maria si deve la costruzione del monastero benedettino di Santa Flavia, fondato in memoria del marito Francesco II, morto prematuramente nel 1592 a 23 anni.
La notte del 27 febbraio 1567 a causa di un evento geologico, probabilmente una frana, crollò gran parte del castello di Pietrarossa. I Moncada non vi abitavano più già dall'inizio del XVI secolo, poiché non era più adeguato allo stile di vita dell'epoca, preferendovi una residenza in un luogo non precisato nella zona del Canalicchio, all'epoca fuori dal centro abitato, ma che nelle intenzioni dei conti doveva costituire il nuovo fulcro della città. Furono infatti costruite le prime case nei nuovi quartieri a ovest del nucleo originario, tra cui l'Annunciata, San Francesco e gli Zingari. Nella seconda metà del secolo si trasferirono nuovamente, in un palazzo comprendente un ricco giardino, di fronte al sito in cui era in costruzione la futura cattedrale.
Sull'onda della mai avvenuta invasione dei turchi, nel 1554 a Caltanissetta fu istituita la milizia urbana, costituita da 83 uomini, di cui 30 cavalieri. Si trattava di comuni cittadini in possesso di un'arma che continuavano a svolgere il mestiere di tutti i giorni a parte nelle adunate e nel caso di guerra o assedio. In realtà la milizia nissena, detta anche Maestranza, non dovette mai andare in battaglia, e con il tempo la funzione militare venne meno, conservando però quella civile, presenziando alle principali feste religiose e sfilando il Mercoledì Santo.

### Il Seicento e l'allontanamento dei Moncada

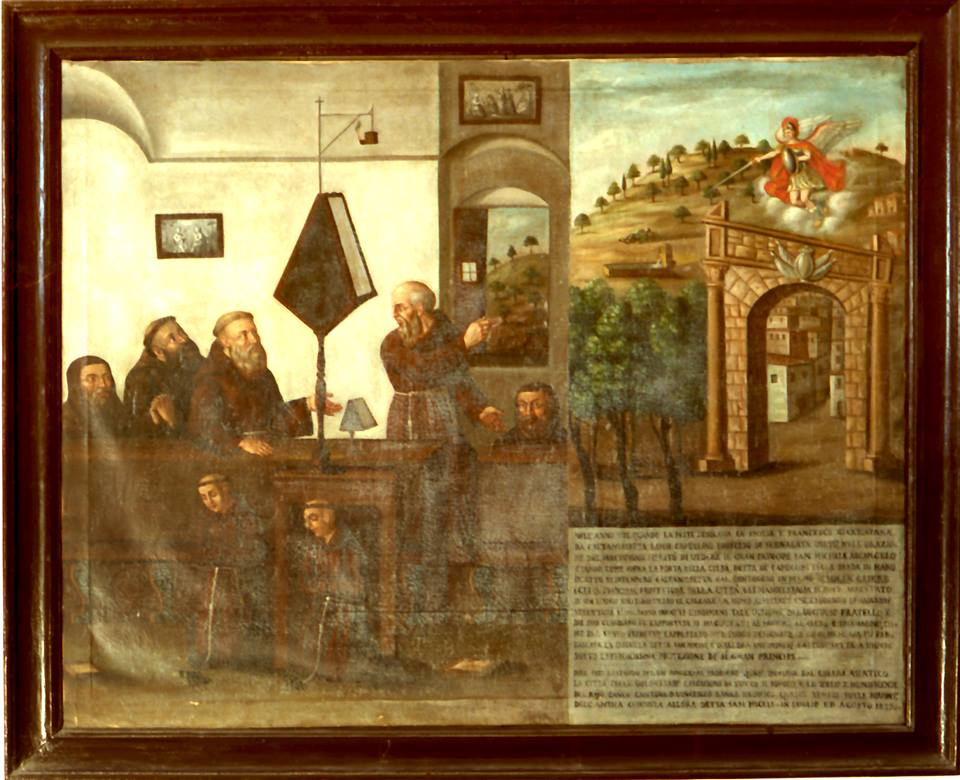
Apparizione di San Michele a fra Giarratana

Il Seicento si aprì con l'arrivo dei frati minori riformati, che per volontà di donna Aloisya nel 1601 si stabilirono nella chiesa di Santa Maria la Vetere e vi affiancarono un convento costruito con le macerie del castello di Pietrarossa. La costruzione di nuove chiese e conventi continuò per tutto il secolo: nel 1614 furono costruite le chiese di San Giuseppe e della Madonna dell'Arco, nel 1626 il convento degli agostiniani scalzi annesso alla chiesa di Santa Maria della Grazia, nel 1637 la chiesa di Sant'Antonio con il convento dei frati minori riformati. Lo spirito religioso del secolo è testimoniato anche da numerosi eventi miracolosi e soprannaturali registrati in quegli anni; in particolare, nel 1625 san Michele fu proclamato patrono della città a seguito della visione che ebbe l'8 maggio di quell'anno il frate cappuccino Francesco Giarratana, il quale vide in sogno l'arcangelo impedire l'ingresso in città di un appestato, il cui corpo fu effettivamente ritrovato qualche giorno dopo in una grotta nel luogo in cui oggi sorgono chiesa e convento di San Michele.
Durante il secolo, all'incremento demografico (nel 1630 si contavano 10 600 abitanti, quasi il doppio rispetto al 1570) si rispose con la fondazione di nuovi paesi attraverso la concessione delle licentiae populandi che avrebbero dovuto aumentare la produzione cerealicola avvicinando i contadini ai campi più distanti dalla città. Nacquero in questo periodo Delia (1597), Santa Caterina Villarmosa (1605), San Cataldo (1608), Resuttano (1625), Montedoro (1635) e Serradifalco (1640); l'incremento demografico interessò anche le campagne più prossime a Caltanissetta, dove da lì in avanti nacquero nuove borgate, alcune su preesistenti casali, altre di nuova fondazione: ne sono esempi Favarella, Prestianni, Santa Rita, Canicassè, Cozzo di Naro. Questo però non bastò ad evitare che le carestie si facessero sempre più frequenti e che avessero il loro apice nell'inverno 1647-48, durante il quale almeno 1 685 persone morirono di fame.

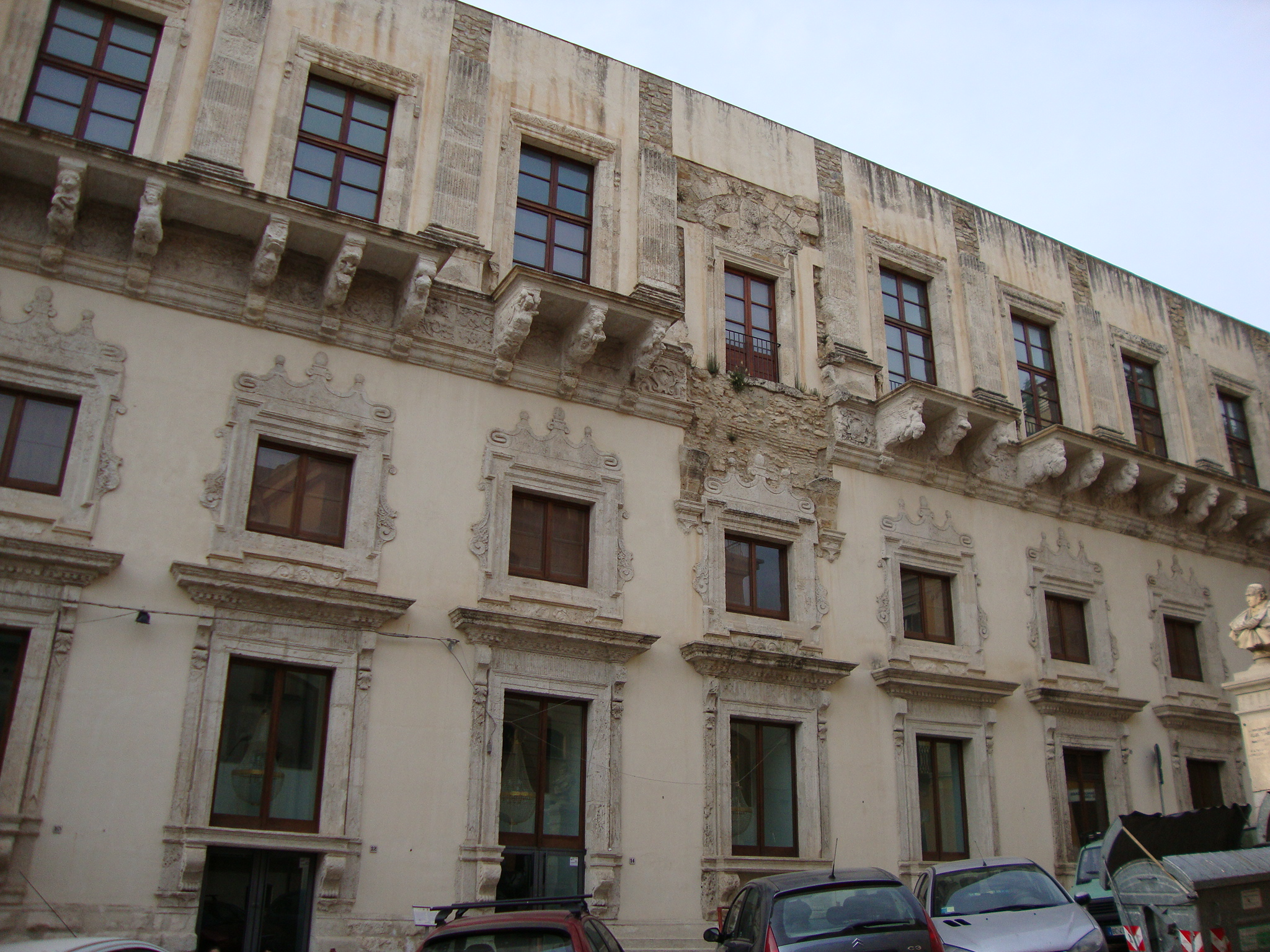
Facciata laterale del palazzo Moncada

Alla morte di Francesco II, nel 1592, la contea era passata ad Antonio d'Aragona Moncada, che grazie ai numerosi possedimenti ebbe un grande potere politico all'interno del Parlamento siciliano; tuttavia nel 1627 aveva deciso di seguire la vocazione religiosa, entrando nell'ordine dei Gesuiti, e aveva lasciato i suoi possedimenti al figlio tredicenne Luigi Guglielmo I Moncada, il quale, tra il 1635 e il 1638 ricoprì la carica di presidente del Regno; è in questo periodo che si inquadra l'avvio dei lavori di costruzione del Palazzo Moncada. A seguito del fallimento di una congiura antispagnola in Sicilia, il conte Luigi Guglielmo fu chiamato in Spagna dal re Filippo IV per ricoprire l'incarico di viceré del regno di Valencia, sicché intorno alla seconda metà del secolo, i Moncada abbandonarono di fatto Caltanissetta, così come testimoniato dall'interruzione della costruzione del loro palazzo. L'improvviso allontanamento dei Moncada ebbe un duplice effetto: da una parte impoverì gli strati più umili della popolazione, che già versavano in condizioni di miseria a causa della carestia e delle tasse imposte dalla corona, perché i costi di mantenimento del conte e dei suoi familiari divennero sempre maggiori; dall'altra parte favorì l'ascesa del ceto borghese, che andò a riempire il vuoto lasciato dai Moncada, i quali, a causa della continua necessità di denaro, vendettero vasti appezzamenti di terra ai notabili nisseni che cominciarono a diventare latifondisti.

### Battaglia di Caltanissetta

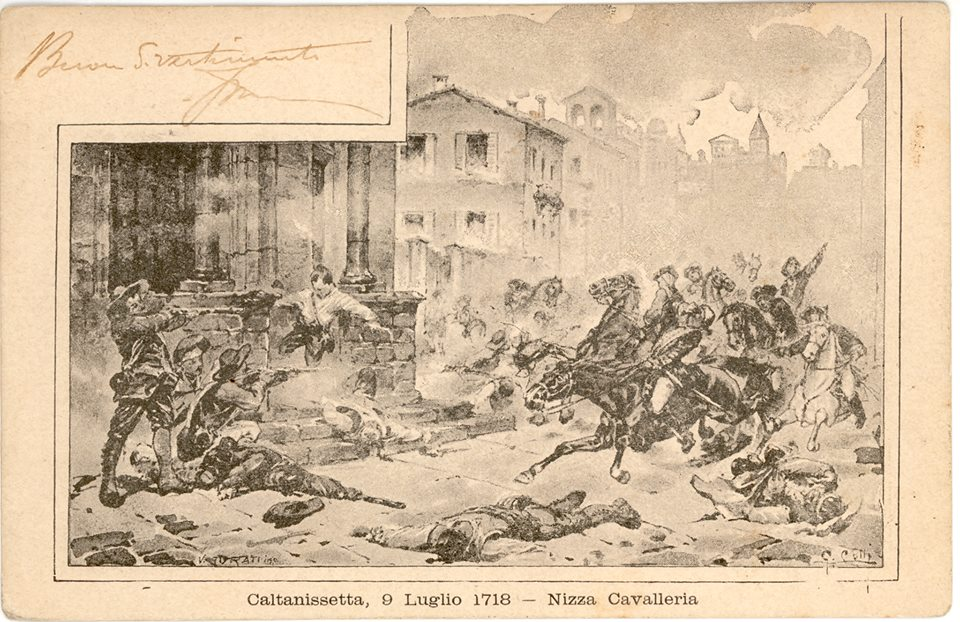
Antica cartolina raffigurante la battaglia di Caltanissetta

In seguito alla pace di Utrecht del 1713, che aveva messo fine a quattro secoli di dominio spagnolo, la Sicilia era passata ai Savoia, i quali furono presto percepiti come avidi burocrati e invasori stranieri. Nel 1718 gli spagnoli tentarono di riconquistare l'isola, coinvolgendo i siciliani delusi dai Savoia. In questo clima ostile, il viceré di Sicilia, il piemontese Annibale Maffei, lasciò Palermo diretto a Siracusa, per tentare di resistere agli spagnoli; durante il viaggio comunicò ai giurati di Caltanissetta che l'8 luglio avrebbe fatto sosta lì con le sue truppe per i rifornimenti e il riposo. Contemporaneamente i giurati ricevettero un ordine opposto da parte delle truppe spagnole, che chiedevano di mostrare fedeltà al re di Spagna impedendo il passaggio di Maffei. Alla fine i giurati si schierarono dalla parte degli spagnoli e impedirono con le armi l'ingresso in città di Maffei, il quale, nonostante le ripetute richieste, fu costretto ad accamparsi in campagna con le sue truppe. Il giorno successivo, il 9 luglio, gli uomini di Maffei riuscirono ad aggirare le milizie nissene, che si erano barricate nel convento della Madonna della Grazia, posto sul principale ingresso della città, entrando da sud e accampandosi presso il convento dei Cappuccini. Sfilarono per le vie della città senza incontrare resistenza, iniziando il saccheggio delle case, ma l'improvvisa morte violenta del barone Faverges, al seguito di Maffei, e l'avvicinarsi delle truppe spagnole, spinse i piemontesi, a corto di munizioni e quindi impossibilitati a combattere, a stipulare la pace con i nisseni: dopo il vettovagliamento, le truppe piemontesi ripartirono alla volta di Messina, consapevoli di non potere avere la meglio sugli spagnoli, e la battaglia si concluse, con un bilancio di 53 vittime nissene e circa venti piemontesi.

### Lotte per il "reintegro al demanio" della città
Nella seconda metà del Settecento, a seguito di una controversia ereditaria che portò all'investitura a conte di Francesco Rodrigo Moncada, la borghesia locale intraprese una lunga battaglia legale per il trasferimento della città alla giurisdizione diretta del re ("regio demanio"), e porre fine al dominio feudale dei Moncada, ma più che una lotta tra classi subalterne, si trattava del tentativo del notabilato locale di istituzionalizzare una situazione che di fatto che li vedeva sostituirsi al feudatario nella gestione città, tanto che la borghesia non si oppose mai al sistema feudale in vigore. La querelle cominciò nel 1752, quando fu inviato al Tribunale del Real Patrimonio una relazione a firma del giurista napoletano Francesco Peccheneda (dietro il quale probabilmente si celava il nisseno Luciano Aurelio Barrile) e controfirmato dagli esponenti delle più illustri famiglie della città, in cui si presentava una città dal glorioso passato e dalle numerose virtù, che avrebbe portato vantaggi economici al regno ed elevato il prestigio del re; tuttavia il processo si bloccò a causa della burocrazia e dell'influenza del principe Moncada. Circa trent'anni dopo, la successiva generazione delle stesse famiglie che avevano controfirmato il documento del Peccheneda, si fece promotrice della riapertura del processo con la stesura di nuovi documenti che essenzialmente ribadivano le stesse motivazioni di un trentennio prima, ma anche questa seconda fase non ebbe seguito. La disputa si concluderà definitivamente solo nel 1812, con la soppressione della feudalità in tutto il Regno di Sicilia.

### Il soggiorno di Goethe

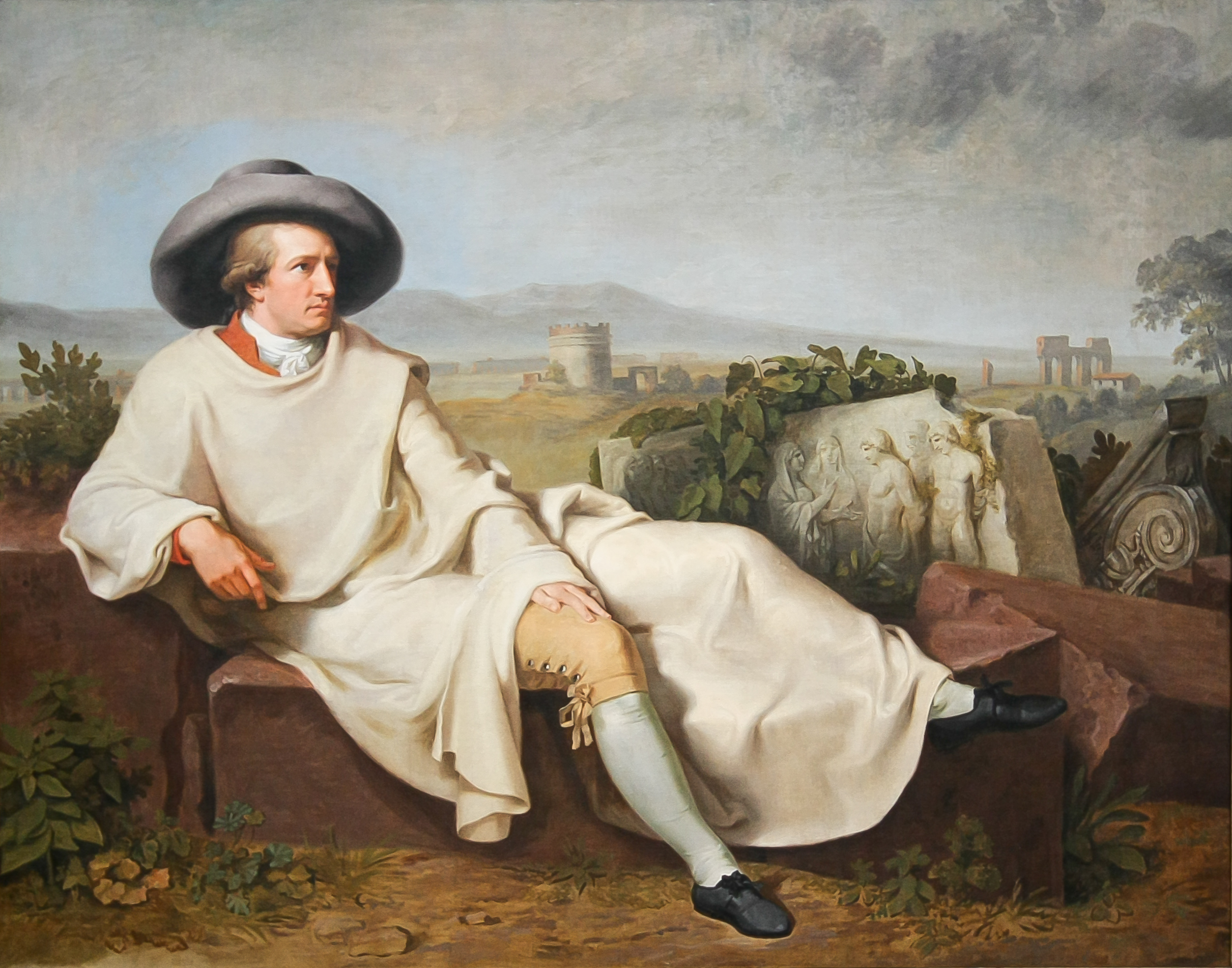
Ritratto di Goethe durante il suo viaggio in Italia

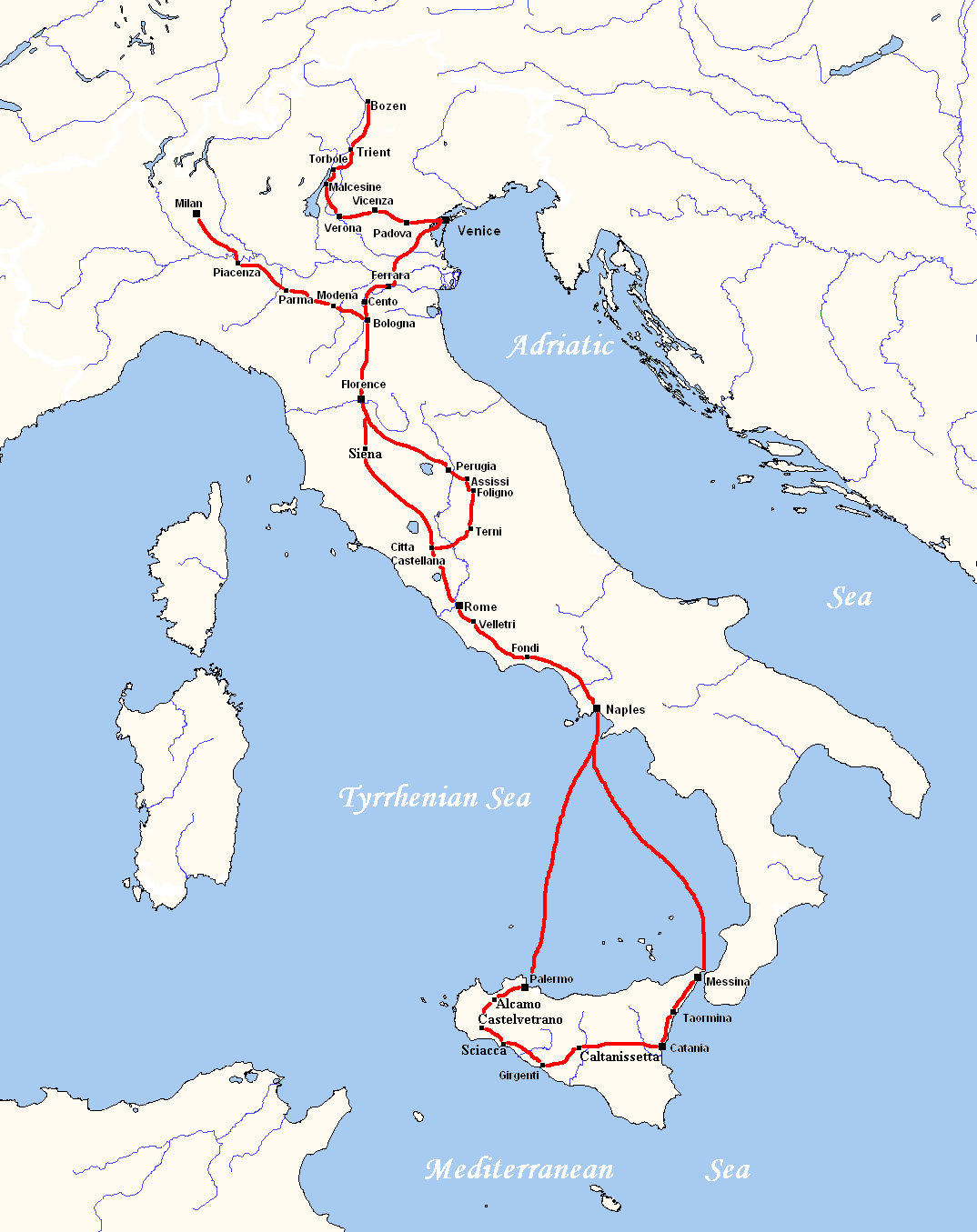
Itinerario del viaggio in Italia di Goethe

Nel 1787 vi fece una breve sosta il drammaturgo tedesco Wolfgang Goethe impegnato nel suo viaggio in Italia. Il suo soggiorno a Caltanissetta durò solo un giorno, e ne fece un beve resoconto nel suo saggio Viaggio in Italia, pubblicato qualche anno dopo.
Goethe giunse in Sicilia da Napoli in nave, sbarcò a Palermo il 2 aprile e, dopo aver raggiunto Girgenti, decise di non procedere sull'itinerario costiero, che l'avrebbe condotto a Siracusa, ma di deviare per l'entroterra, desideroso di vedere di persona i vasti campi di cereali che avevano valso all'isola il titolo di granaio d'Italia sin dall'epoca romana. Le sue aspettative vennero più che soddisfatte, come si evince dal suo racconto:
(Johann Wolfgang von Goethe, Viaggio in Italia)
Il 28 aprile giunse quindi a Caltanissetta, dove fece fatica a trovare una sistemazione adeguata e si vide costretto a chiedere la cucina in prestito a un anziano paesano; dalla descrizione della sua esperienza si evince come all'epoca la città fosse pressoché isolata dal resto del mondo, e la sua popolazione vivesse al limite della sussistenza:
(Johann Wolfgang von Goethe, Viaggio in Italia)
Lasciò Caltanissetta il giorno successivo, diretto a Castrogiovanni, e ancora una volta si trovò in difficoltà poiché non riuscì a trovare un ponte che gli consentisse di attraversare il fiume Salso, e quindi dovette guadarlo con l'aiuto di alcuni uomini. Il passaggio per l'entroterra siciliano fu un'esperienza complessivamente negativa per il poeta tedesco e i suoi compagni di viaggio, con i quali, dopo aver passato una "notte spiacevole" a Castrogiovanni, giurò «solennemente di non scegliere mai più una meta lungo la strada solo per via di un nome mitico».

## Ottocento

### Da città feudale acapovalle

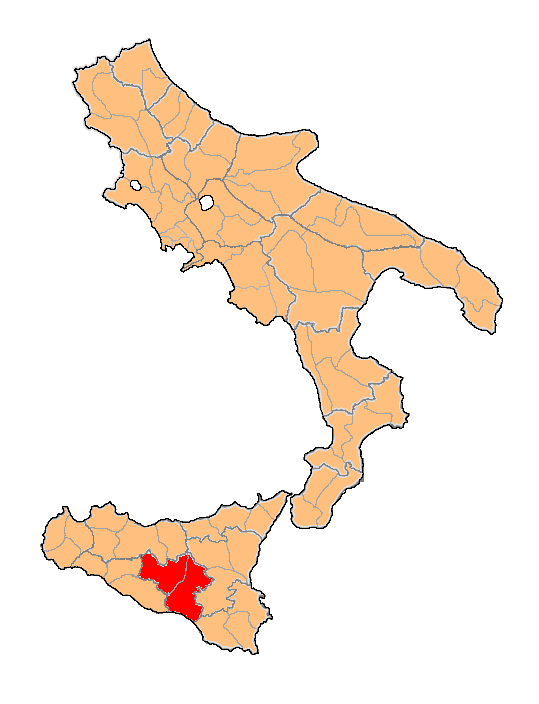
La provincia di Caltanissetta all'interno del Regno delle Due Sicilie.

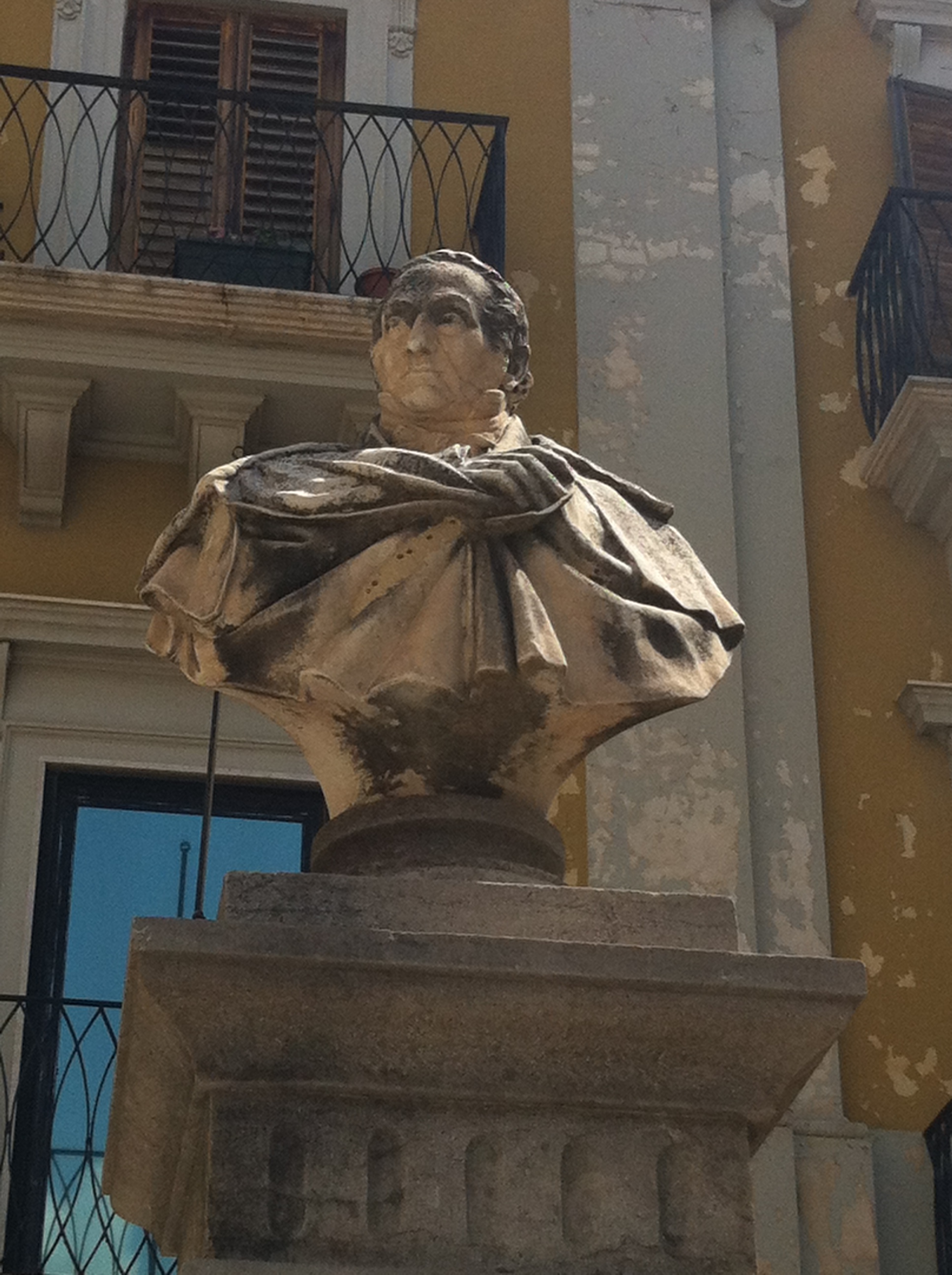
Busto di Mauro Tumminelli, in Via Matteotti

Nel 1812, con la promulgazione della nuova costituzione siciliana su spinta degli inglesi, la feudalità venne abolita in tutta l'isola. Le vecchie comarche vennero sostituite da 23 distretti, ciascuno facente capo a un "capoluogo di distretto" scelto tra «le popolazioni più cospicue e più favorite dalle circostanze locali». Caltanissetta, nonostante il passato feudale, venne elevata a capoluogo del proprio distretto, ma fu soltanto il primo passo verso l'affermazione come centro principale dell'entroterra siciliano. Nel 1817 venne introdotta una nuova riforma amministrativa che prevedeva la soppressione dei tre valli storici e l'istituzione di sette "valli minori", o province; Caltanissetta veniva elevata a "capovalle" di un'inedita provincia interna, costituita da tre distretti (Caltanissetta, Piazza, Terranova) e ventotto comuni. La riforma del 1817 riconobbe l'autonomia amministrativa alla Sicilia centrale ed elevò Caltanissetta al rango delle principali città siciliane, tra cui Palermo, Messina, Catania e Siracusa.
Il nuovo ruolo di città capovalle implicò la presenza di nuovi organi istituzionali: la riforma del 1817 prevedeva infatti che le città capovalli fossero anche capoluogo di intendenza, e quindi sede dell'intendente (figura con poteri simili a quelli del prefetto) e del Consiglio d'intendenza; strettamente correlato all'istituto dell'intendenza, venivano istituiti anche il Consiglio provinciale, presieduto dall'intendente stesso e costituito da quindici membri, e un archivio provinciale. Un'altra novità derivante dalla riforma amministrativa vi fu l'istituzione del Comune, al vertice del quale veniva posto un sindaco coadiuvato dal primo eletto e dal secondo eletto; il sindaco presiedeva il decurionato, di fatto l'odierno consiglio comunale. Primo intendente di Caltanissetta fu Antonino Di Sangiuliano, e il primo sindaco fu il barone Mauro Calafato. Nel 1819 la città fu interessata dagli effetti della riforma dell'ordinamento giudiziario, che istituì nei capoluoghi il Tribunale civile e la Gran Corte criminale, da ospitare nello stesso edificio; presidente del Tribunale, che a Caltanissetta aveva competenze anche in materia di controversie commerciali, fu nominato Mauro Tumminelli, che aveva sostenuto la candidatura di Caltanissetta a città capovalle. Dopo quattro secoli di dominio feudale, il patrimonio immobiliare del demanio a Caltanissetta era scarso, e l'improvvisa richiesta di tanti edifici per altrettante istituzioni non fu facile da soddisfare; lo stesso intendente dovette nominare un sostituto nell'attesa che venisse reperita una sede adeguata per l'intendenza.

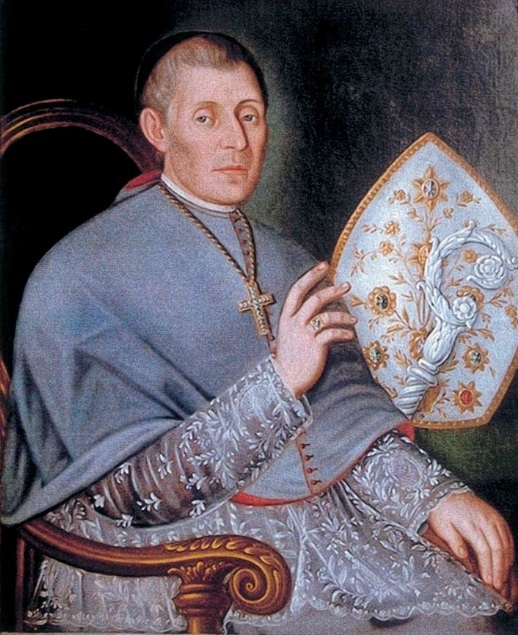
Monsignor Antonino Maria Stromillo, 1º vescovo di Caltanissetta.

L'accresciuta importanza di Caltanissetta all'interno del panorama statale è dimostrata anche nel provvedimento varato dal re Ferdinando I nel 1824, che, nell'ambito della razionalizzazione degli enti amministrativi, riorganizzava l'isola in quattro province facenti capo rispettivamente a Palermo, Messina, Catania e Caltanissetta; a quest'ultima sarebbe stato riconosciuto il ruolo di città baricentro per tutta la Sicilia centro-meridionale, tramite l'annessione dell'intero territorio della provincia di Girgenti; tale riforma fu osteggiata dalle parti coinvolte, in particolare da Siracusa e Girgenti, che sarebbero state private del ruolo amministrativo, tanto che venne ritirata già nel 1825, a seguito della morte di Ferdinando I, prima di poter essere promulgata. Nel 1828 vide la luce un altro progetto di riforma, che prevedeva la soppressione della provincia di Girgenti, a favore ancora una volta della provincia nissena, a cui sarebbero andati i distretti di Girgenti e di Bivona, mentre il distretto di Sciacca sarebbe stato assegnato alla provincia di Trapani. Anche questo provvedimento venne ritirato a seguito delle vive proteste di Girgenti.
Nel 1844 la città completava il proprio quadro istituzionale diventando sede vescovile, con la creazione della diocesi di Caltanissetta dallo scorporo della diocesi di Girgenti. La questione era stata sollevata dinnanzi al Parlamento napoletano già qualche anno prima dal deputato Giuseppe Cinnirella, che si impegnò fortemente a risolvere quell'apparente contraddizione che vedeva Piazza sede di una propria diocesi, ma subordinata amministrativamente a Caltanissetta, a sua volta subordinata da un punto di vista ecclesiastico a Girgenti.
In appena un trentennio Caltanissetta era stata trasformata da grosso centro feudale a importante polo istituzionale dotato di organi amministrativi, giudiziari e religiosi, sancendo il passaggio da città agricola di proprietà dei Moncada a città industriale di rilievo mondiale nel settore estrattivo.
Le strade rotabili la collegavano a Piazza Armerina, Barrafranca e Canicattì fin dal 1838, ma la ferrovia arrivò solo nel 1878, con l'apertura della stazione ferroviaria e la costruzione della via Cavour, che doveva collegare lo scalo al centro della città. Nel 1867 giunse l'illuminazione a gas, nel 1914 l'arrivo dell'elettricità permise l'apertura del primo cinematografo.
Tuttavia la città fu colpita dal colera nel 1837 e successivamente per altre due volte (1854 e 1866).

### I fatti del 1820,l'anno dell'assassinio

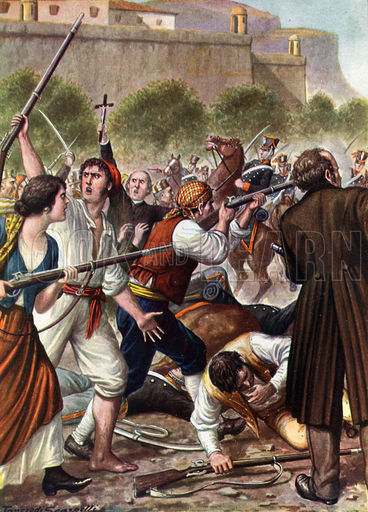
L'insurrezione del 1820 a Palermo

Nell'estate del 1820 scoppiarono dei moti di matrice carbonara a Napoli e Palermo, che la concessione da parte di Ferdinando I di una nuova costituzione ricalcata su quella di Cadice non riuscì a placare. La rivolta popolare di Palermo portò alla nascita di un governo separatista che mirava al ripristino del Regno di Sicilia (soppresso in seguito alla fusione con il Regno di Napoli), e per tale motivo si rifiutò di ratificare la costituzione. Le mire indipendentiste di Palermo però non erano condivise dalle altre città siciliane, e solo Girgenti appoggiò l'iniziativa. La necessità di Palermo di ricevere l'appoggio di tutta l'isola, spinse la Giunta provvisoria a forzare la mano, costringendo i centri maggiori ad appoggiare la rivolta. Gli occhi vennero puntati in particolare su Caltanissetta, grosso centro nell'entroterra militarmente sguarnito, dove era prevalso l'atteggiamento moderato del sindaco Angelo Rizzo: egli fece affiggere i manifesti che annunciavano la promulgazione della costituzione, e nei giorni successivi tutti i funzionari vi giurarono fedeltà.
Il principe Salvatore Galletti di Fiumesalato si rese disponibile a guidare una rivolta contro Caltanissetta, forte del fatto che la sede del suo titolo nobiliare fosse proprio la vicina San Cataldo, ove si stabilì già dal 7 agosto per arruolare uomini dalle campagne e dai vicini paesi con la promessa del bottino. La situazione sempre più tesa preoccupò i nisseni a tal punto che il 10 agosto portarono in processione la statua di San Michele per chiederne la protezione dalla guerra, ma il saccheggio delle campagne intorno alla città era già iniziato.
Il comportamento moderato e lealista dell'élite nissena era dettata dalla preoccupazione di perdere i privilegi ottenuti grazie all'elevazione a capovalle solo qualche anno prima. Tali timori vennero confermati dalle condizioni dettate dai sancataldesi per la stipula della resa: essi chiedevano tra le altre cose, anche la soppressione dell'intendenza, del Tribunale civile e della Gran Corte criminale, cioè tutti quegli istituti concessi alla città dai Borbone. Tuttavia, mentre le trattative erano ancora in corso, un gruppo di nisseni armati intraprese uno scontro contro le truppe di Galletti appostate sul monte Babbaurra, a metà strada tra Caltanissetta e San Cataldo, ottenendo un'effimera vittoria. Agli occhi dei sancataldesi l'aggressione armata apparve come un tradimento, ragion per cui Galletti diede inizio alle operazioni militari.
Dopo aver riconquistato le postazioni di Babbaurra, gli assalitori si diressero verso il convento della Madonna delle Grazie, all'ingresso di Caltanissetta, dove si era asserragliata la resistenza; entro la sera del 12 agosto chiunque vi si trovasse all'interno venne ucciso, e le truppe rivoluzionarie ebbero libero accesso alla città, che venne saccheggiata e devastata per due giorni. La guerriglia, costituita non da militari professionisti, ma da povera gente attratta dalla speranza di un bottino a cui si unirono anche altre persone provenienti dai paesi vicini, ben presto non rispose più ai comandi del principe Galletti, che per ristabilire l'ordine si vide costretto a inviare in città una banda armata proveniente da Naro, e a costituire una giunta provvisoria. Nei giorni successivi dei cannoni furono posizionati sul monte San Giuliano e puntati verso la città, con l'intenzione di raderla al suolo, ma il 7 settembre l'arrivo delle truppe borboniche guidate dal generale Costa mise in fuga i rivoltosi e pose fine alla violenze.

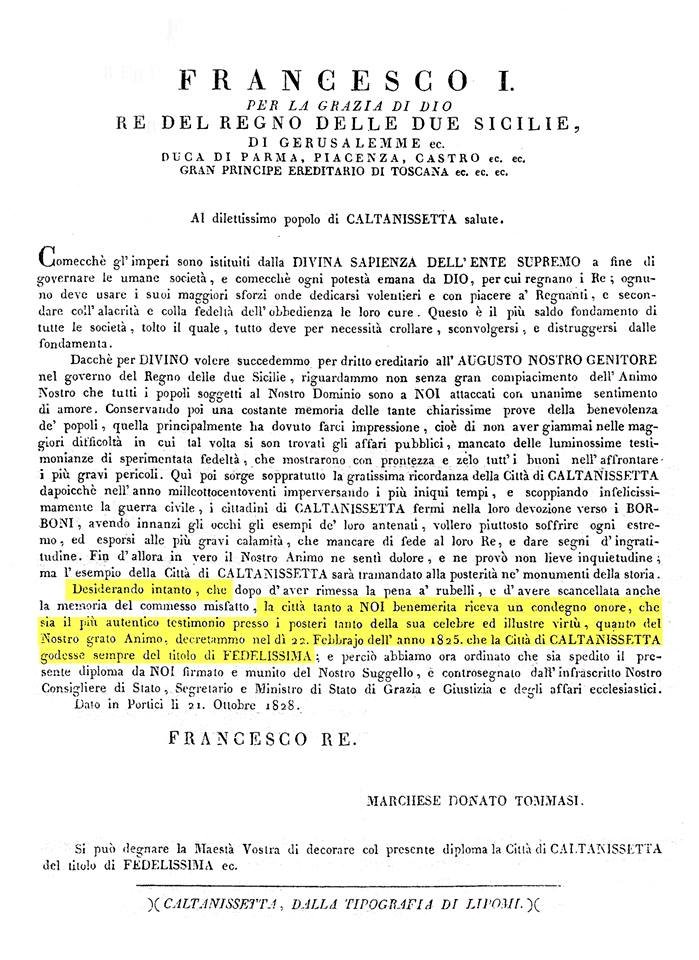
Decreto reale con il quale Caltanissetta fu insignita del titolo di fedelissima

La rivolta, oltre a causare ingenti danni materiali, era costata la vita a 45 persone, tanto che il 1820 venne ricordato come "l'anno dell'assassinio"; la notizia delle violenze perpetrate ai danni di Caltanissetta si sparse velocemente e molte città siciliane si affrettarono a inviarvi aiuti. Con la repressione dei moti in tutto il Regno delle Due Sicilie, furono messi a processo ben 1313 imputati per i fatti di Caltanissetta, anche se vennero condannati soltanto i mandanti della rivolta, tra cui lo stesso principe Galletti, che nel frattempo si era dato alla latitanza, mentre gli autori materiali del saccheggio furono rilasciati con l'amnistia e l'indulto del 1825. Nello stesso anno il nuovo re Francesco I concesse alla città il titolo di fedelissima come riconoscimento alla lealtà dimostrata nei confronti del regno. Nonostante tutto, i fatti del 1820 causarono ferite che non si rimarginarono per lungo tempo; il decurionato, per dare lavoro agli strati più umili della popolazione, avviò una serie di opere pubbliche, tra cui la ricostruzione delle statue dei reali, distrutte dai ribelli, e la realizzazione di un nuovo giardino pubblico, l'odierna villa Amedeo.

### La rivoluzione siciliana del 1848
La città aderì ai moti rivoluzionari e indipendentisti del 1848-1849, guidati da Ruggero Settimo, che ebbero termine proprio a Caltanissetta, dove fu firmata la capitolazione dei rivoluzionari.

### Spedizione dei Mille e unità d'Italia

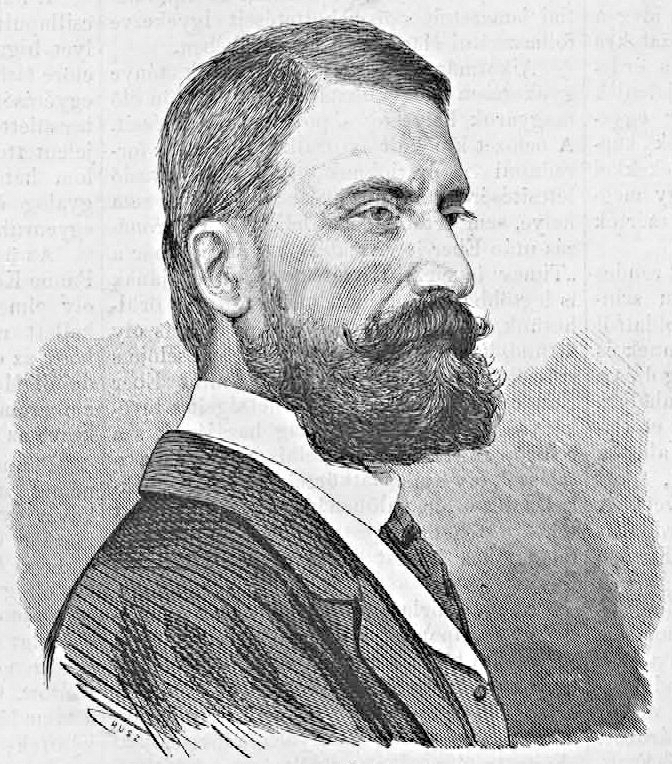
Il colonnello Éber Nándor o Ferdinando Eber

La notizia dello sbarco dei Mille a Marsala ebbe delle conseguenze anche a Caltanissetta. Per scongiurare una rivolta popolare fu schierato l'esercito nel centro della città, e nei giorni che precedettero la presa di Palermo, vi si stanziò anche l'armata di circa cinquemila uomini del generale Gaetano Afan de Rivera. L'entusiasmo popolare, già timidamente manifestato in occasione dell'instaurazione della dittatura di Garibaldi da un ignoto che issò il tricolore sulle rovine del castello di Pietrarossa, esplose nell'insurrezione del 26 maggio, il giorno prima dello scoppio di quella palermitana, quando le truppe lasciarono la città e furono dichiarate decadute tutte le vecchie istituzioni borboniche.
Il 17 giugno 1860 il nuovo consiglio civico di Caltanissetta, presieduto da Vincenzo Minichelli, deliberò la volontà di annessione della città al Regno d'Italia; contestualmente fu stabilito il cambio di denominazione della piazza principale della città, la piazza Ferdinandea, che fu intitolata a Garibaldi. Il 29 giugno successivo, la cittadinanza richiese a gran voce di integrare la delibera del consiglio civico con la sottoscrizione popolare del documento. La sera stessa furono raccolte le firme di 1064 notabili nisseni che espressero così il proprio consenso all'annessione.
Le colonne garibaldine guidate dal colonnello ungherese Ferdinando Eber giunsero a Caltanissetta il 2 luglio 1860, preceduti il giorno prima da un corpo d'avanguardia. Come racconta Mulè Bertolo, furono accolti da tutti gli strati della popolazione in festa, dai contadini alle più alte autorità civili e militari. I garibaldini entrarono in città sfilando sotto un arco di trionfo tappezzato di bandiere tricolori e sormontato da un ritratto di Vittorio Emanuele, allestito presso la porta di Santa Lucia. Insieme ai garibaldini arrivò in città anche lo scrittore Alexandre Dumas padre, che fu ospitato insieme al colonnello Eber nel palazzo del barone Francesco Morillo di Trabonella. Nei giorni della permanenza nissena, a Dumas fu concessa la cittadinanza onoraria: inchinandosi davanti alla statua del patrono san Michele, disse: «San Michele, io son cittadino caltanissettese, prendimi sotto la tua protezione». Il 7 luglio si tenne una festa presso la villa Amedeo, che il giovane Cesare Abba definì "festa da fate". Al plebiscito del 21 ottobre 1860 andarono a votare però poco più di duemila persone, i quali confermarono quasi all'unanimità l'adesione al nuovo stato unitario.
Garibaldi tornò in Sicilia nel 1862 e dal 10 al 13 giugno stanziò a Caltanissetta, accolto dal popolo in festa come due anni prima, per convincere i giovani ad arruolarsi allo scopo di conquistare Roma e completare l'Unità d'Italia. Il ritorno di Garibaldi riaccese seppur momentaneamente gli entusiasmi e le speranze che si erano affievolite già nei mesi successivi al primo passaggio di Garibaldi, allorché non furono risolti molti dei problemi siciliani, anzi se ne aggiunsero di nuovi, tra cui l'introduzione della leva obbligatoria.

### Capitale mondiale dello zolfo
Dopo l'Unità d'Italia fu interessata da un grande boom economico dovuto soprattutto ad un'intensa attività mineraria, che però fu spesso accompagnata da varie sciagure: il 27 aprile 1867 morirono 47 persone a causa di un'esplosione di grisou nella miniera di Trabonella, 65 minatori persero la vita a Gessolungo il 12 novembre 1881 sempre per un'esplosione, e altri 51 nel 1911 a Deliella e a Trabonella.

### Gaetani, Testasecca e Lo Piano

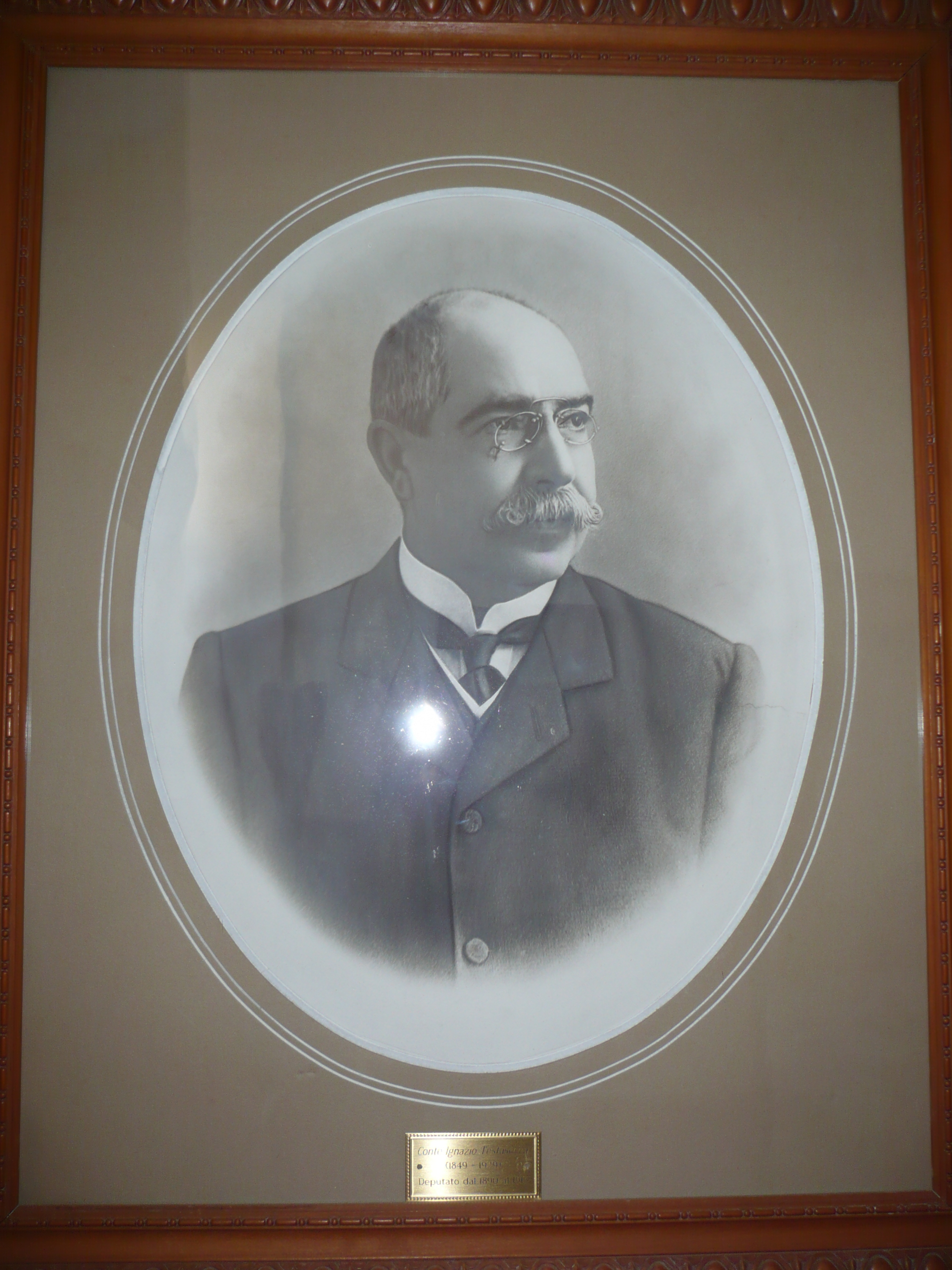
Ignazio Testasecca, nominato conte nel 1893 dal re Umberto I

Negli ultimi decenni del secolo, la vita politica nissena fu dominata da due figure importanti: Berengario Gaetani d’Oriseo (che fu sindaco dal 1891 al 1894 e poi dal 1897 al 1911, a sua volta figlio del Sindaco Giuseppe Gaetani d’Oriseo) e Ignazio Testasecca, importante imprenditore minerario che venne eletto alla Camera dei deputati per ben otto legislature consecutive nel collegio di Caltanissetta. Durante la sindacatura di Gaetani si realizzarono numerose opere pubbliche, come l'allargamento della strada che conduceva al Convento dei Cappuccini, che fu intitolata alla Regina Margherita, mentre Testasecca donò mezzo milione di lire per la costruzione di un ospizio di beneficenza in contrada Palmintelli, a lui intitolato, che gli valse il titolo di conte concessogli da re Umberto I tramite motu proprio. Altra figura politica di rilievo fu quella dell'avvocato Agostino Lo Piano Pomar, che fu dirigente della sezione nissena dei Fasci siciliani e poi nel 1905 uno dei fondatori della Camera del Lavoro di Caltanissetta, che nasceva dalle rivendicazioni di giustizia sociale dei minatori nisseni.

## Novecento

Soldati americani e civili davanti alla cattedrale danneggiata dai bombardamenti (1943)

Nel 1920 le elezioni amministrative videro la vittoria del fronte social-riformista, con l'elezione a sindaco di Agostino Lo Piano Pomar, che però produssero numerosi disordini tra le varie formazioni politiche, alcuni dei quali sfociarono nell'uccisione di Gigino Gattuso, che verrà poi celebrato come "martire fascista". Durante la Seconda guerra mondiale, tra il 9 e il 13 luglio 1943, Caltanissetta fu teatro di pesanti bombardamenti da parte delle forze aeree anglo-americane nel quadro dello sbarco degli Alleati in Sicilia, durante i quali persero la vita 350 civili. Tali eventi furono anticipati da un mitragliamento aereo occorso in città la notte tra il 17 e il 18 giugno precedenti. Inoltre, alla fine dello stesso mese, una colonna tedesca venne mitragliata nelle vicinanze del ponte Capodarso. Truppe americane sbarcarono a Licata la mattina del 10 luglio 1943 alle ore 2,45 nella spiaggia di Mollarella con la 3ª divisione fanteria e il 18 luglio occuparono la città.

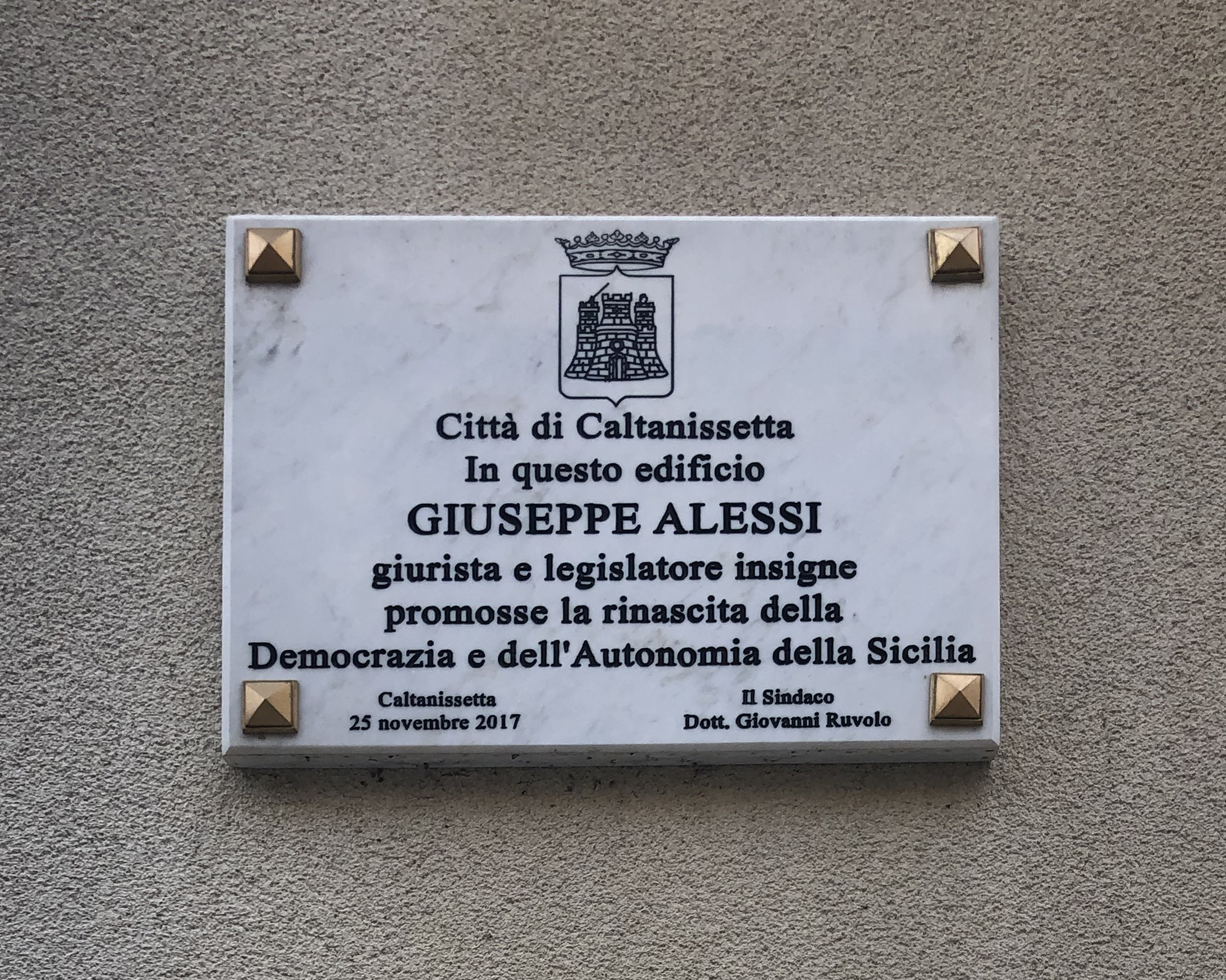
Targa commemorativa dell'avvocato Giuseppe Alessi posta in Via Cavour n. 19.

Pochi mesi prima, il 21 marzo 1943, un grave incidente ferroviario interessò un treno militare che trasportava 800 soldati del 476º battaglione costiero da Castrofilippo a Termini Imerese, causando 137 morti e 360 feriti.
Pian piano Caltanissetta incominciò a rimarginare la maggior parte delle ferite ricevute in eredità dopo la guerra: negli anni cinquanta incominciò il restauro della Cattedrale, distrutta dai bombardamenti dell'aviazione americana nel 1943 e le strade erano state liberate dalle macerie negli anni precedenti. 
Il 9 dicembre 1943, nello studio dell'avvocato Giuseppe Alessi (futuro primo Presidente della Regione Siciliana) in via Cavour n. 19, avvenne una riunione cui parteciparono Bernardo Mattarella, Salvatore Aldisio, Franco Restivo e tanti altri e in cui venne decisa la fondazione della Democrazia Cristiana siciliana.
Negli anni cinquanta-sessanta, con l'approvazione di un nuovo piano regolatore, la città ha conosciuto una notevole espansione urbanistica, che ha portato alla nascita di nuovi quartieri e di nuove arterie di comunicazione. Nei primi anni settanta venne meno il settore dell'estrazione dello zolfo: la crisi irreversibile del settore, incominciata a partire dagli anni venti grazie al nuovo processo Frasch messo a punto negli USA, raggiunse in quegli anni il punto di non-ritorno e furono così chiuse anche le ultime solfare nissene.

### Dopoguerra

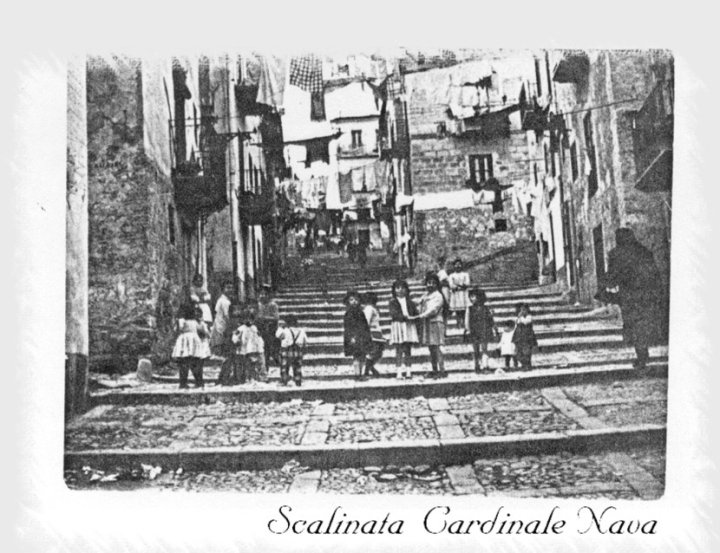
La scalinata Cardinale Nava negli anni cinquanta, in seguito trasformata in strada carrabile

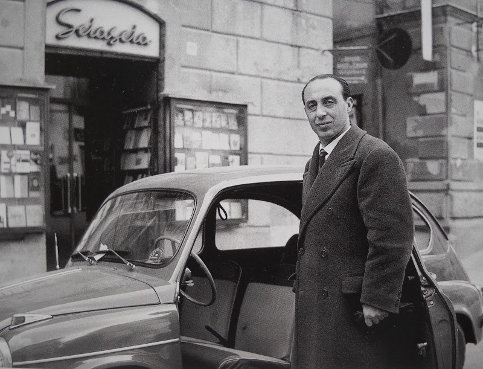
Salvatore Sciascia davanti alla sua libreria in corso Umberto

Sul piano politico, negli anni cinquanta si succedono ben sette sindacature: alla guida di Palazzo del Carmine si succedono Pietro Restivo (1948-52), Carmelo Longo (1952-54; 1954-56), Gioacchino Papa (1954), Ottavio Rizza (1956-57), Calogero Traina (1957-59) e Francesco Saverio D'Angelo (1959-61). Si tratta quasi sempre di esponenti della Democrazia Cristiana, con l'eccezione di Gioacchino Papa, primo sindaco comunista di un capoluogo siciliano, seppure per pochi mesi. In questi anni il Comune approva il piano regolatore e di ricostruzione, uno dei primi d'Italia, documento in cui vengono previste le nuove direttrici per l'espansionismo edilizio: in esso compaiono già alcune arterie fondamentali della futura parte moderna della città, come via Palmintelli e via Colajanni, nonché la presenza di due nuovi quartieri residenziali pensati per accogliere le famiglie dei minatori, il villaggio Santa Barbara e il quartiere De Amicis. Tuttavia, nonostante la presenza del piano di ricostruzione, anche a Caltanissetta, come in altre città siciliane, prende presto piede la piaga dell'abusivismo edilizio: sorgono così nelle attuali via Malta, piazza Europa, corso Sicilia, via Guastaferro, via Turati, via De Cosmi, via Leone XIII e via Aretusa numerosi complessi residenziali abusivi, anche destinati all'edilizia popolare. L'abusivismo non risparmia neppure vie prestigiose del centro cittadino, come il viale della Regione, viale Trieste e via Paladini. Per iniziativa pubblica, invece, sorgono anche i due complessi residenziali di INA Casa e UNRRA Casas. Nel 1954-55 vengono inaugurate anche la sede della Questura di via Catania e numerose scuole elementari e medie, mentre il nuovo Palazzo di giustizia, la cui costruzione incomincia proprio in questi anni, sarà inaugurato solo nel 1966. L'anno successivo scoppia in città un vivace dibattito mediatico in merito alle proporzioni assunte dal fenomeno dell'edilizia selvaggia, di cui rappresenta il culmine la realizzazione della nuova sede provinciale della Banca d’Italia: un edificio moderno inserito senza alcun raccordo urbanistico nel quadro architettonico ottocentesco di corso Umberto I, in pieno centro storico. Pochi anni dopo, per volontà del sindaco Ottavio Rizza, viene inaugurato il basamento della Fontana del Tritone, opera di Tripisciano, nella centralissima piazza Garibaldi, che diventerà presto l'emblema della città, e viene deciso lo spostamento del Monumento ai Caduti della Grande Guerra nella sua sede attuale del viale Regina Margherita. Sempre al sindaco Rizza si deve l'entrata in servizio della prima ambulanza pubblica gratuita per i meno abbienti. Nel 1953 è edificato l'ostello della Gioventù sul monte San Giuliano, che sarà distrutto da un incendio doloso nel 1989. Gli anni cinquanta rappresentano anche degli anni di vivacità culturale alquanto insoliti per una piccola cittadina dell'entroterra. Artefice dello splendore culturale, che porterà alcuni letterati a definire la città con l'appellativo di “Piccola Atene”, può essere indubbiamente considerato Salvatore Sciascia. A lui si deve l'apertura di una libreria e di una piccola casa editrice nel pieno centro storico, la cui sede diventerà un autentico salotto letterario, frequentato da personalità come Elio Vittorini, Vitaliano Brancati, Salvatore Quasimodo, Luigi Monaco, Luigi Russo, Pier Maria Rosso di San Secondo e Pier Paolo Pasolini, del quale Sciascia pubblicherà nel 1954 anche una delle prime opere: Dal Diario. Nel 1948 Sciascia incomincerà anche la pubblicazione di “Galleria”, una rivista letteraria che continuerà a sopravvivere fino al 1986. Sempre sul finire degli anni cinquanta si segnala anche l'apertura degli scavi archeologici nel sito di Sabucina.

### Anni sessanta e settanta

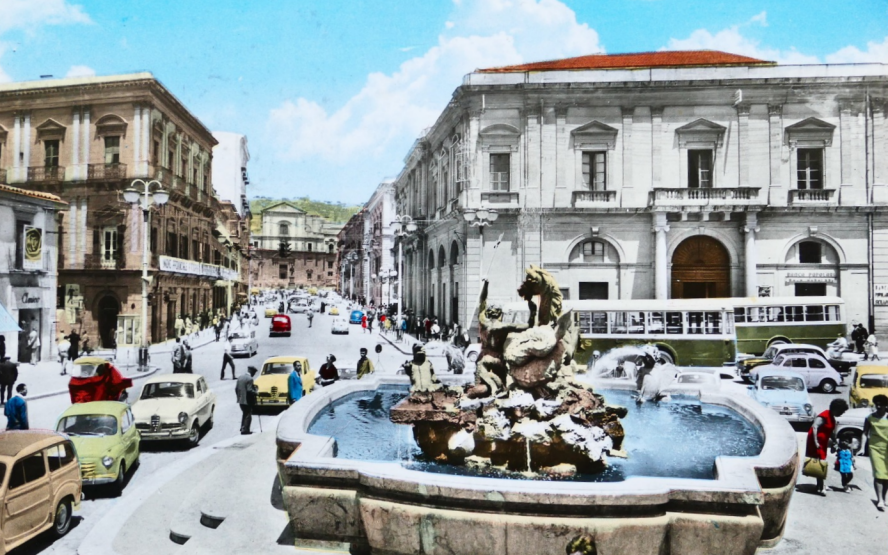
Piazza Garibaldi negli anni sessanta

Gli anni sessanta non sono caratterizzati da un grande splendore economico per la città, che continua ad essere principalmente terra d'emigrazione, così come lo era stata nei decenni precedenti. La città, infatti, continua a vivere principalmente di agricoltura e di attività estrattive dello zolfo, queste ultime già in pieno declino. Nel 1962 è comunque motivo di vanto e di respiro per l'economia cittadina l'inaugurazione della prima edizione della manifestazione espositiva della Fiera Centro-Sicula, la quale continua a sopravvivere fino al presente. I sindaci che si succedono nel decennio sono Calogero Traina (1961-62; 1965-67) e Umberto Traina (1962-65). Nel 1967 sarà eletto Piero Oberto, il quale sarà successivamente travolto da alcune inchieste giudiziarie insieme al suo predecessore Calogero Traina in merito al suo ruolo nell'abusivismo edilizio, che lo condurranno anche al carcere. Proprio durante il suo mandato, nel 1968, aveva visto la luce la proposta per il piano regolatore, che tuttavia sarà approvato solo oltre vent'anni dopo, nel 1993.

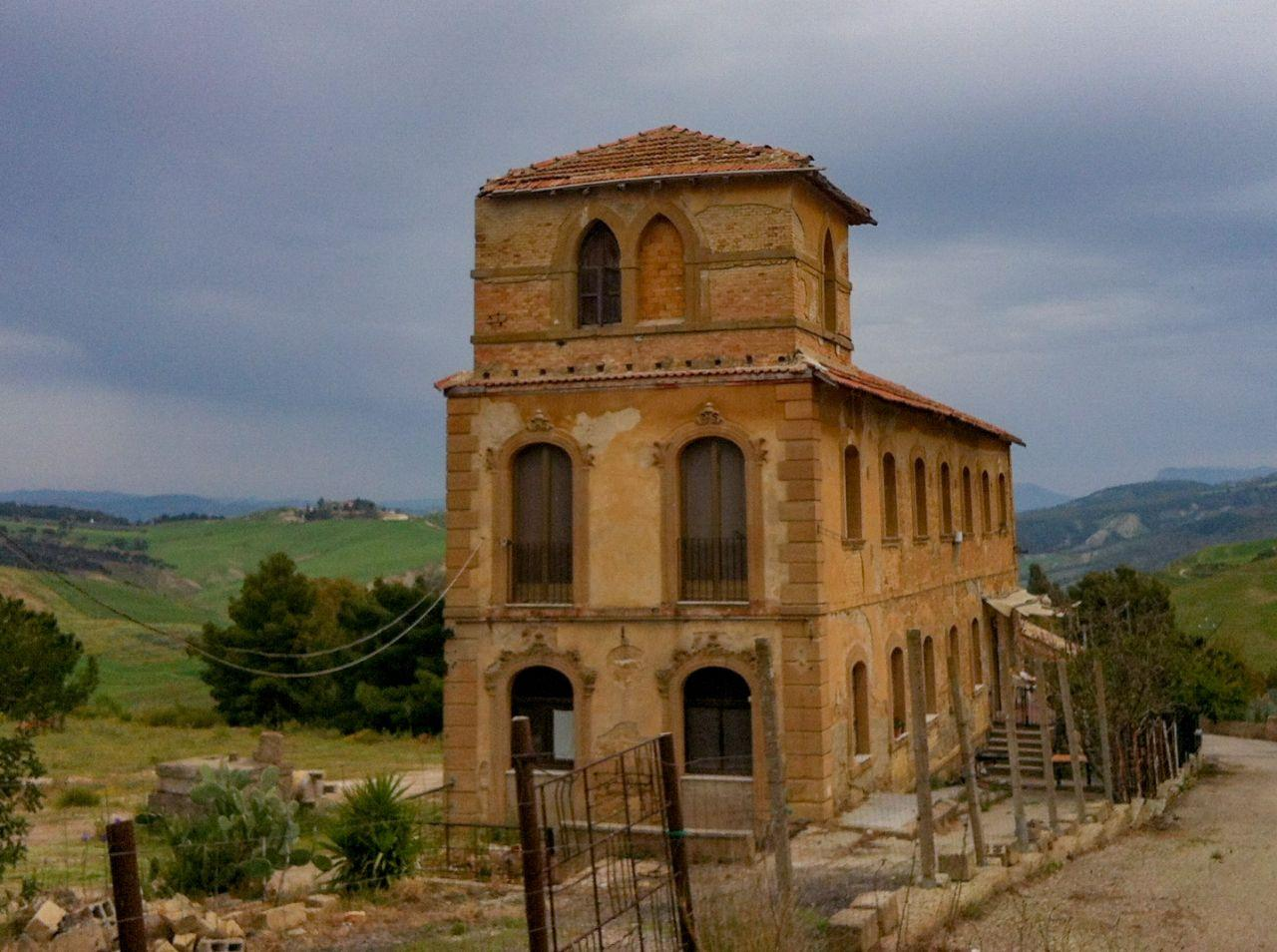
Edificio in rovina della Solfara Trabonella

Gli anni settanta si aprono con le dimissioni, a seguito delle minacce ricevute, del sindaco neoeletto Raimondo Collodoro. A Collodoro subentreranno alla guida di Palazzo del Carmine, nell'ordine, Giuseppe Giliberto (1972-74; 1975; 1980-82), Giuseppe Sapia (1974-75), Vincenzo Assennato (1975-77) e Aldo Giarratano (1977-1980). Ancora sul finire del decennio, al di fuori di una specifica e organica regolamentazione urbanistica, si continuano ad aprire nuove vie di comunicazione e si inaugurano intere aree residenziali, come i quartieri-dormitorio Calcare, Balate e Pinzelli (con il contestatissimo agglomerato del cosiddetto “piano Geraci”). Nel corso del decennio vengono ammodernate le vie di comunicazione della città: nel 1971 è inaugurata la SS 640 di Porto Empedocle (oggi rinominata "Strada degli Scrittori") a scorrimento veloce, che diventa il collegamento più breve con Agrigento, in luogo del vecchio e tortuoso itinerario della SS 122. Nel 1973, invece, è inaugurata l'autostrada A 19 Palermo-Catania, infrastruttura di fondamentale importanza per tutta la Sicilia centrale. Tra il 1976 e il 1980 la città deve fare però i conti con più emergenze: inizialmente con l'epidemia di tifo ed epatite virale, dovute alle pessime condizioni delle reti idriche e fognarie, e successivamente con una legge regionale del 1979 che chiude la maggior parte delle miniere isolane, ormai largamente improduttive e in crisi. Sul piano culturale, gli anni settanta rappresentano la nascita di nuove emittenti radio-televisive locali, come Telenissa, Tele Centro Sicula e Radio Cl-1. Nel 1975, invece, è fondata la Compagnia del Teatro Stabile Nisseno. Nel 1980, per iniziativa di padre Sorce, nasce l'Associazione Casa Famiglia Rosetta, dedita alla cura dei malati e dei tossicodipendenti, attiva.

### Anni ottanta e novanta

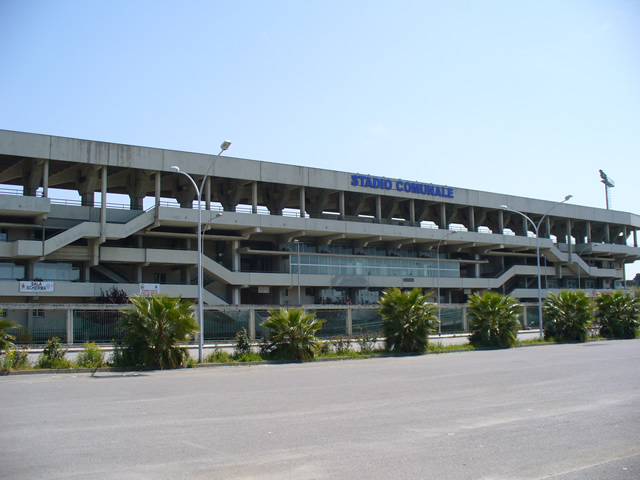
Lo stadio Marco Tomaselli, a Pian del Lago, inaugurato nel 1992.

Gli anni ottanta sono segnati da cinque sindacature: a Giliberto seguono Raimondo Maira, che assumerà due mandati (1982-84; 1988-90), cercando anche l'accordo con i comunisti, Salvatore Vizzini (1984-85), Silvestro Coco (1985), e Massimo Taglialavore (1985-88). Nel corso del decennio il Consiglio Comunale approva il primo piano regolatore industriale, cui ne seguiranno altri due; può così nascere il Consorzio ASI, con il determinante apporto della Regione. Di lì a poco viene inaugurata la Zona Industriale di contrada Calderaro. Anche in questo decennio prosegue l'espansionismo edilizio nisseno, dunque, che porta alla creazione di nuove aree residenziali; vengono altresì intrapresi i lavori di metanizzazione della città e prende avvio la privatizzazione del servizio di raccolta rifiuti. Nel 1979, dopo quindici anni di lavori, viene inaugurato il nuovo ospedale "Sant'Elia", che va a sostituire il vecchio nosocomio "Vittorio Emanuele II"; contemporaneamente le varie amministrazioni comunali che si succedono nel tempo incominciano la costruzione di numerosi impianti sportivi di medio livello, tra cui spicca l'appalto per i lavori, incominciati nel 1982 e terminati circa dieci anni dopo, per la realizzazione del nuovo campo sportivo di Pian del Lago. Nel maggio del 1992 sono ultimati anche i lavori per l'elettrificazione delle direttrici ferroviarie Palermo-Catania e Catania-Agrigento.

Michele Abbate

Gli anni novanta sono da annoverare come tra i più bui per Caltanissetta: oltre alla dilagante disoccupazione, il decennio si caratterizza per l'inchiesta della magistratura sull'abusivismo edilizio e sulla collusione tra mafia e politica denominata "Operazione Leopardo", scaturita dalle dichiarazioni del pentito sancataldese Leonardo Messina, che non risparmia politici, imprenditori e funzionari pubblici locali: vengono condotti numerosi arresti eccellenti, tra cui quelli di noti imprenditori edili nisseni come Francesco Cosentino, Pietro Di Vincenzo, Michele Biancucci e Santo Angilello, e persino l'ex sindaco (diventato deputato) Rudy Maira, una delle figure politiche più importanti della città, è accusato di essere il tramite politico con le cosche, accuse che però non troveranno mai conferma definitiva. Travolto dalle accuse di collusione, si suiciderà anche il noto avvocato penalista nisseno Salvatore Montana. Coinvolto nello scandalo, nel 1993 il Comune di Caltanissetta, all'epoca guidato da Aldo Giarratano, è commissariato ed affidato al commissario straordinario Onofrio Zaccone. Proprio mentre la città è travolta dallo scandalo giudiziario, essa è però onorata dalla visita del papa Giovanni Paolo II, in occasione della sua visita apostolica in Sicilia. Nel 1993 vengono celebrate le prime elezioni amministrative con la nuova legge elettorale ispirata al metodo maggioritario: le elezioni sono vinte da Peppino Mancuso, che reggerà il Comune fino al 1997. Al sindaco Mancuso si devono alcune opere pubbliche di rilievo e l'inaugurazione di nuovi impianti sportivi, la sistemazione della Villa Cordova, il “giardino della città”, la ripavimentazione della storica via Palermo e l'adeguamento della rete fognaria del nuovo quartiere di San Luca, in espansione nella periferia sud-ovest e destinato alle cooperative edilizie dal nuovo piano regolatore del 1999. Nello stesso periodo è inaugurato il CEFPAS, il centro permanente per la formazione del personale sanitario, una struttura di eccellenza regionale che entrerà in funzione nel 1996. Nello stesso anno a Caltanissetta, dalla collaborazione del Comune, della Provincia, di alcuni Atenei siciliani e di altri enti pubblici, è creato il Consorzio Universitario: in breve sono attivati alcuni corsi di Laurea in Medicina e Chirurgia, Scienze della formazione, Relazioni pubbliche, Biologia e Ingegneria. Nel 1997 alle elezioni amministrative trionfa Michele Abbate; al nuovo sindaco si deve la riapertura, dopo un lungo calvario, del Teatro Margherita, ad appena un anno dalla scomparsa di uno dei fondatori della Compagnia dello Stabile nisseno, Giuseppe Nasca. L'esperienza del giovane sindaco sarà tuttavia molto breve: nel 1999 Caltanissetta ottiene una triste ribalta nazionale a causa dell'attentato mortale al primo cittadino nisseno Abbate ad opera di uno squilibrato; alcuni anni dopo l'efferato omicidio, il sindaco Messana gli dedicherà il centro culturale comunale. Dopo il temporaneo affidamento del Comune al commissario Stefano Agliata, che varerà il nuovo piano regolatore, nel 1999 le elezioni confermano la vittoria del candidato di centro-sinistra Salvatore Messana.

## Duemila

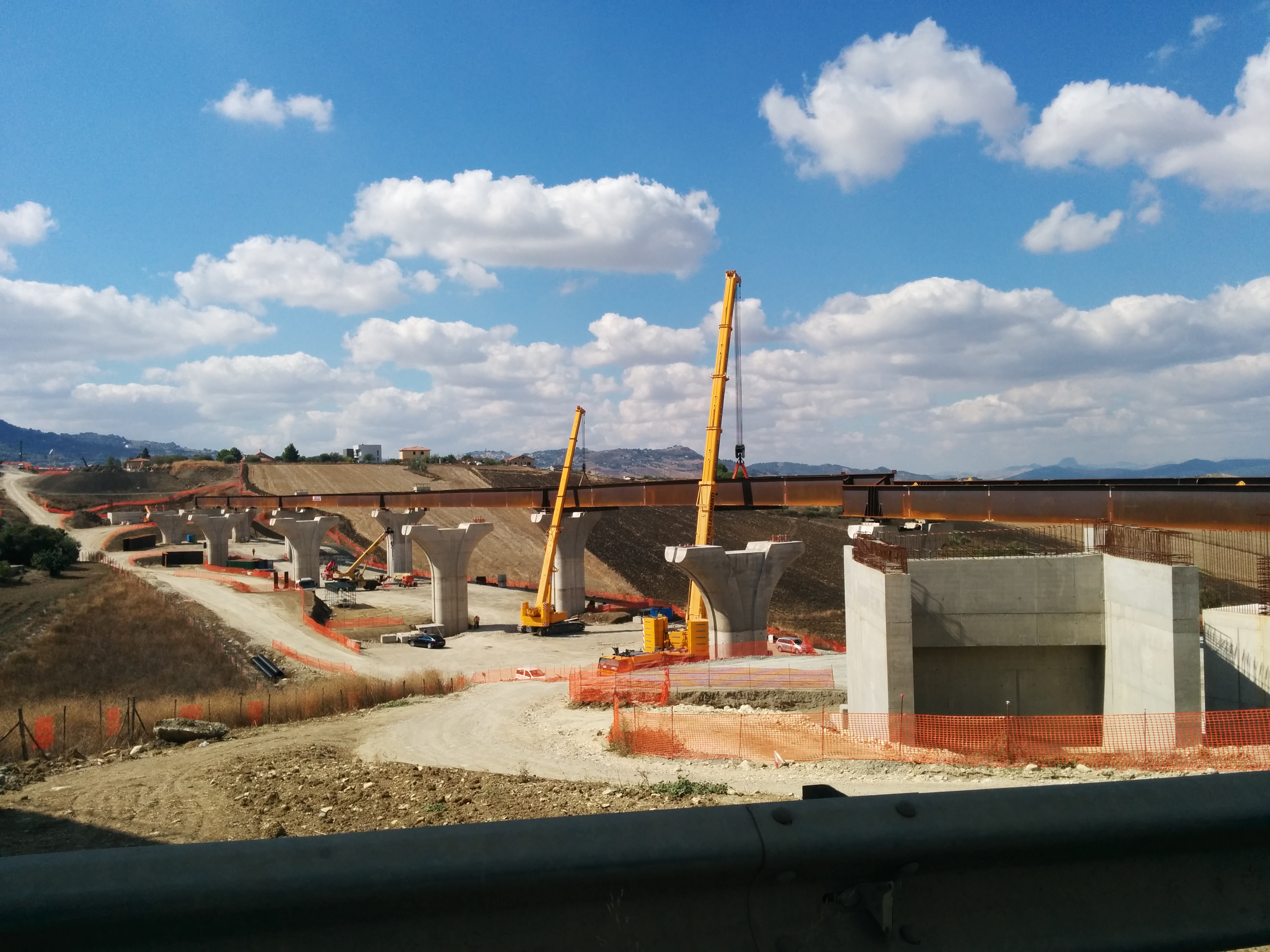
Lavori sulla strada statale 640, oggi "Strada degli Scrittori"

Nel 2002 la zona nota come "Terrapelata", nel Villaggio Santa Barbara, è stata oggetto di una serie di dissesti idrogeologici dovuti al fenomeno delle "maccalube". L'emergenza si ripresenterà in maniera ancor più intensa nell'estate del 2008. Nel 2004 Salvatore Messana ottiene un secondo mandato, confermandosi uno dei sindaci più longevi di Caltanissetta. Sul fronte della viabilità, nel 2006 vengono ultimati i lavori di completamento della strada statale 626 della Valle del Salso, a scorrimento veloce: l'arteria permette così di abbreviare i tempi di percorrenza tra Caltanissetta e Gela, il principale centro della provincia. Tuttavia anche sull'appalto di questi lavori sorgeranno inchieste giudiziarie per presunte infiltrazioni mafiose.
Nel 2009, sono incominciati i lavori di adeguamento a superstrada della strada statale 640 di Porto Empedocle, che collega Agrigento all'autostrada Palermo-Catania passando per Caltanissetta. Al sindaco Messana si deve l'ideazione, nel 2008, del progetto di riqualificazione urbanistica del centro storico nisseno noto come "La grande piazza". Il progetto, il più ardito dal dopoguerra in poi, perseguiva l'esigenza di riqualificare le due arterie principali della città vecchia, viale Vittorio Emanuele II e corso Umberto e la piazza Garibaldi: tal fine si è perseguita l'idea strategica di pedonalizzare tutta l'area del centro storico con un incremento dei servizi di trasporto pubblico, l'aumento di aree destinate a parcheggi per i veicoli di privati e la netta separazione di aree pedonali e carrabili.

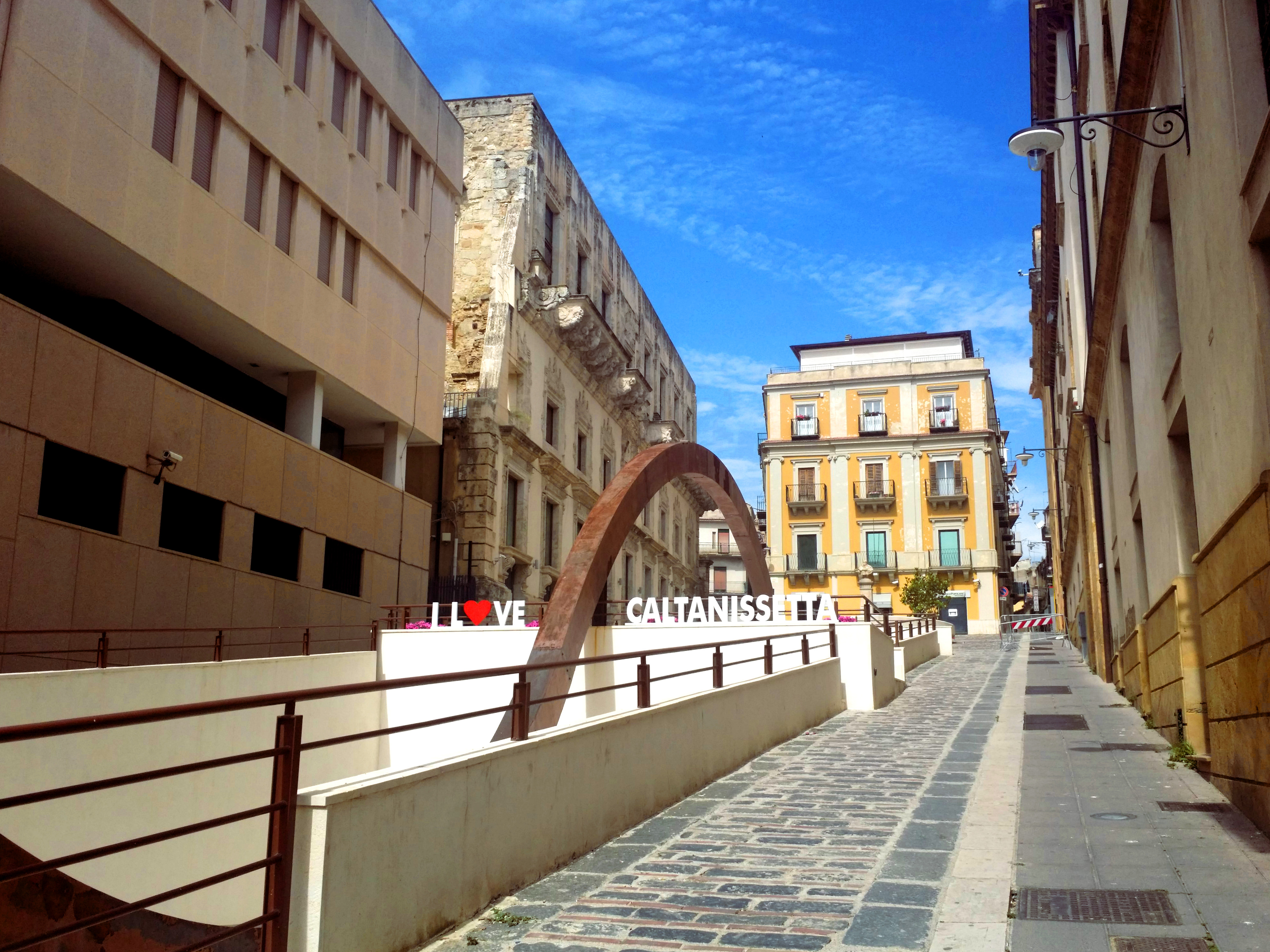
Galleria d'arte contemporanea nella salita Matteotti, realizzata nell'ambito del progetto ""La grande piazza"

Nel 2009 viene eletto sindaco Michele Campisi, sostenuto dal centrodestra. Negli anni della sua sindacatura sono entrati nel vivo i lavori del progetto La grande piazza, con la ripavimentazione di parte di corso Umberto (2012-2013).
Nel 2012 la RAI annuncia l'imminente smantellamento del trasmettitore della città e la relativa antenna alta 286 metri, eretta nel 1954 e divenuta uno dei simboli della città, che il sindaco Campisi cercò di scongiurare tramite l'acquisto, la cui procedura non si è mai conclusa, da parte dell'amministrazione comunale dell'intero impianto e dei terreni circostanti.
Alla fine del suo mandato, Campisi non si ricandiderà; gli succederà nel 2014 Giovanni Ruvolo, indipendente, sostenuto dal centrosinistra. Nel frattempo proseguono i lavori del progetto La grande piazza, con la ripavimentazione di corso Vittorio Emanuele (2014-2015) e il recupero del rifugio antiaereo sotterraneo della Salita Matteotti, i cui lavori sono incominciati nel 2015. 
La progressiva riqualificazione di nuove aree a seguito di tali lavori, spingerà l'amministrazione Ruvolo a perseguire politiche volte alla limitazione del traffico automobilistico nel centro storico tramite la pedonalizzazione definitiva di corso Umberto e piazza Garibaldi, e l'istituzione della zona a traffico limitato in corso Vittorio Emanuele. che però lo renderanno impopolare tra i commercianti e i residenti delle zone interessate, tanto che una protesta spingerà il sindaco a sostituire l'isola pedonale di piazza Garibaldi con una ZTL limitata al fine settimana. 
Contemporaneamente, chiudono definitivamente i battenti due luoghi simbolo della città nissena: il Caffè Romano e la libreria Sciascia, sintomo del progressivo abbandono del centro storico da parte degli operatori commerciali a vantaggio di altre zone della città di nuova costruzione.
Dal 15 maggio 2019 inizia il mandato di Roberto Gambino, sostenuto dal Movimento 5 Stelle, eletto sindaco dopo aver sconfitto al ballottaggio il candidato del centrodestra Michele Giarratana.
Nel 2022 la città diventa capofila del Primo parco mondiale dello stile di vita mediterraneo, è questo un progetto di sviluppo territoriale di area vasta che, grazie ad un patto di comunità riesce a coinvolgere circa 300 partner pubblici, privati e sociali, che insistono nei territori del centro Sicilia.
Il 12 maggio 2022 la Regione Sicilia promulga una legge che regolamenta il Parco; con la stessa legge all'art. 6 viene istituita la "Giornata della regionale della Dieta mediterranea patrimonio dell'umanità".